# Партизаны Югославии — граждане СССР

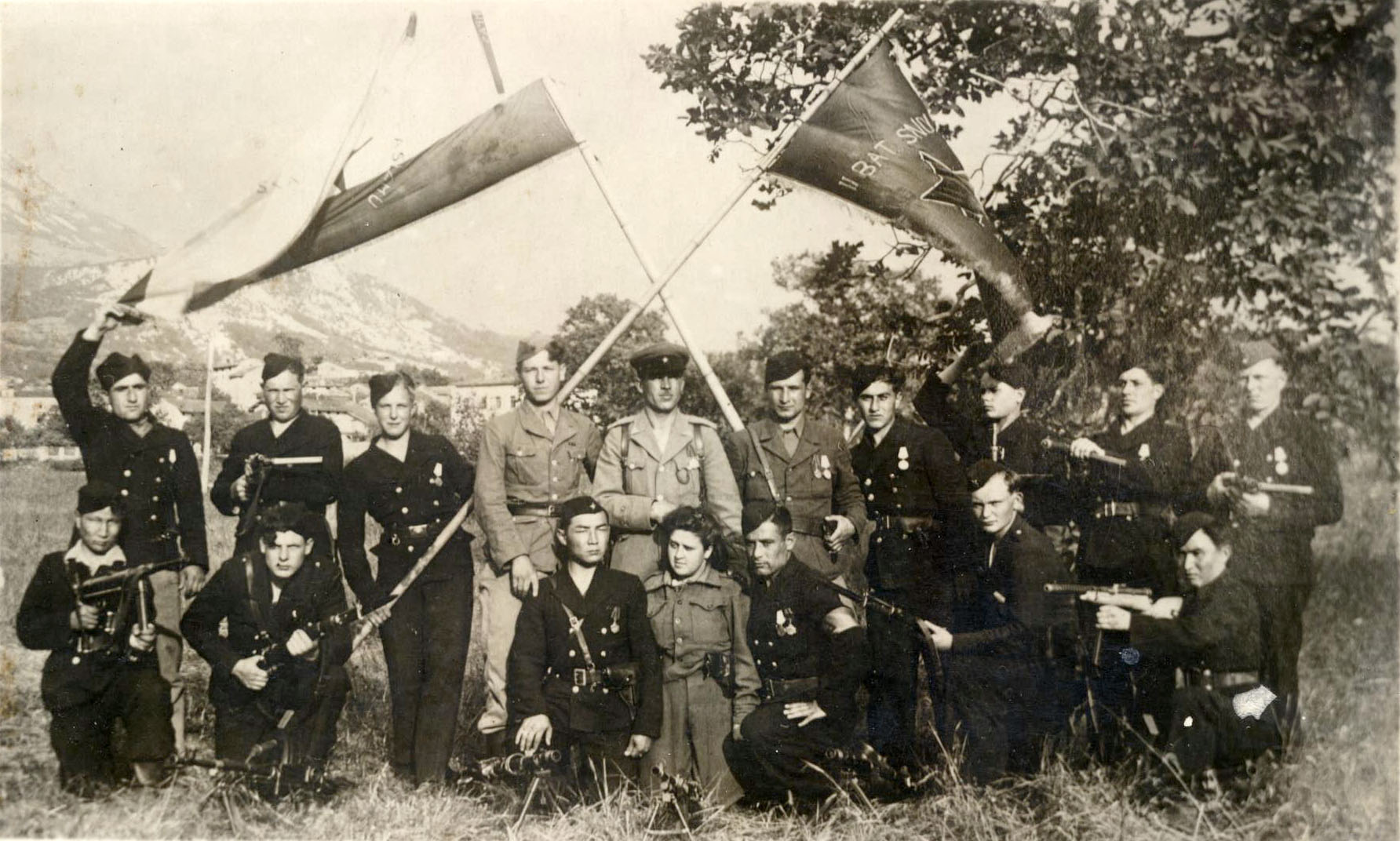
Группа бойцов и командиров 2-го «русского» батальона 18-й Словенской ударной Базовицкой бригады, май 1945 года

Партизаны Югославии — граждане СССР (сербохорв. Partizani Jugoslavije — građani SSSR-a / Партизани Југославије — грађани СССР-а) — представители разных народов Советского Союза, бывшие военнопленные и остарбайтеры, бежавшие преимущественно самостоятельно в годы Второй мировой войны из многочисленных нацистских лагерей (концентрационных, для военнопленных, рабочих), а также из коллаборационистских формирований германской армии и впоследствии, в период с конца 1942 по весну 1945 годов, вступившие в состав Народно-освободительной армии Югославии (НОАЮ).
Свыше 6 тысяч граждан СССР многих национальностей сражались в составе 188 частей, соединений и учреждений НОАЮ, в том числе около 30 «русских» рот и батальонов. Они составляли вторую по численности после итальянцев группу иностранных бойцов югославской партизанской армии. Участие граждан СССР в Народно-освободительной войне в Югославии имело моральное и психологическое значение для бойцов и командиров НОАЮ, так как они представляли главного союзника партизан, одерживающего верх над их общим противником. Согласно заключениям советских и югославских историков, большинство граждан СССР — партизан Югославии проявили себя мужественными и стойкими воинами. Более 500 советских бойцов отмечены за боевые заслуги наградами Югославии. 256 награждённых составили партизаны 2-го «русского» батальона 18-й Словенской ударной Базовицкой бригады.
В 1957 году партизанскому разведчику и диверсанту 9-го Словенского корпуса НОАЮ Мехти Гусейнзаде посмертно присвоено звание Героя Советского Союза.

## Предыстория
Во время войны Советского Союза против нацистской Германии и её союзников с июня 1941 до мая 1945 годов в немецком плену оказалось, по разным оценкам, от 4 млн 059 тысяч — 4 млн 500 тысяч до 5 млн 270 тысяч — 5 млн 734 тысяч солдат и офицеров Красной армии (РККА). Многие из них стали жертвами одного из крупнейших преступлений Второй мировой войны, совершённого нацистским режимом и занявшего по количеству жертв второе бесславное место после Холокоста». После массовой гибели военнопленных зимой 1941—1942 года их стали задействовать на принудительных работах. Последовавшая за военными неудачами и оккупацией противником значительной территории СССР насильственная депортация трудоспособного населения, в первую очередь молодёжи, привела к появлению в Германии и других странах Европы миллионов принудительных рабочих из числа советских граждан. Вследствие этого часть военнопленных и так называемых «восточных рабочих» попала на территорию Югославии. Граждане СССР содержались в лагерях в населённых пунктах Ясеновац, Беляк, Бистрице-на-Драве, Саймиште (пригород Белграда), Славонски-Брод, Ниш, Скопье, Алексинац, Марибор, Бохиньска-Бистрица, Чрнече, Бегунье, Винковци, а также в районах Корушки, Похорья, Камника, Рога, Лики и др. Лагеря в Славонски-Броде, Бистрице-на-Драве, Чрнече были созданы специально для советских военнопленных и отличались особенно суровым режимом.
Пройдя через горнило массового уничтожения военнопленных, нечеловеческие условия содержания и каторжный труд в нацистских лагерях, многие не мирились со сложившимися обстоятельствами и искали возможности вырваться из неволи и бороться с фашистами. Побеги носили массовый характер, несмотря на жестокие репрессии. Свидетели рассказывали, что для устрашения узников лагеря в городе Славонски-Брод немцы поставили перед казармами виселицу, но военнопленных это не сдерживало. Вырвавшись из лагерей и мест принудительного труда на территории Югославии, а также Австрии, Албании, Греции и Италии, советские граждане вступали в ряды НОАЮ, что объяснялось широким размахом освободительной борьбы в Югославии, близостью языков и дружественным отношением народов Югославии к гражданам СССР.
Ещё одним следствием событий на советско-германском фронте, в лагерях для военнопленных и на оккупированных территориях СССР стал коллаборационизм части граждан СССР и их поступление на службу в воинские формирования вермахта, СС и полиции. Как пишет историк Марина Росси, «к концу 1942 года нацисты начали шантажировать оставшихся в живых пленных: „Либо присоединяйтесь к армии Власова, либо умрёте от голода“. Тех, кто отказывался, ждала смерть в Дахау и Маутхаузене». Росси приводит оценку военного историка Ричарда Овери, согласно которой почти миллион советских солдат в итоге поддался сотрудничеству с противником: «Многие делали это от отчаяния, видя в этом единственную альтернативу смерти в лагере для военнопленных или отправке на принудительные работы в Третий рейх». Военные неудачи Германии на Восточном фронте вызвали процессы разложения в стане коллаборационистов, поэтому по приказу Гитлера от 10 октября 1943 года на запад была переброшена большая часть восточных формирований вермахта. В частности, в Югославию для борьбы с партизанами были передислоцированы 1-я казачья дивизия, 162-я (тюркская) пехотная дивизия, специальная кавказская часть «Бергман» и другие. Часть военнослужащих этих формирований — бывших красноармейцев — перешла на сторону НОАЮ.

## Общие сведения
По сведениям историка Владимира Казака, советские люди стали появляться в партизанских формированиях со второй половины 1942 года. Историк Татьяна Бушуева говорит о конце 1942 года. Это были солдаты и офицеры Красной армии — военнопленные, которые попали на территорию Югославии и бежали к партизанам из немецких лагерей. Одними из первых к партизанам Хорватии присоединились в декабре 1942 года освобождённые Калникским отрядом из немецкого плена офицеры Красной армии Иван Васильевич Бандура, Даниил Павлович Гвоздик, Семён Михайлович Кухаренко, Владимир Васильевич Лепёшкин и Николай Герасимович Фостик. Газета партизанского движения освобождения Югославии «Борба» сообщила 22 декабря 1942 года: «Хорватские партизаны одержали большую победу. В Хорватском Загорье они освободили из немецкого плена пятерых советских офицеров…». По указанию Верховного Главнокомандующего НОАЮ офицеры были распределены по разным партизанским корпусам. Затем партизанские подразделения стали пополняться и гражданскими лицами, насильно депортированными немецкими оккупантами с территории СССР. Историография не даёт точных данных о численности этих двух категорий советских граждан, воевавших в составе НОАЮ. Относительные сравнительные сведения приводятся историком В. Н. Казаком: из 9 тысяч участников партизанской вооружённой борьбы на Балканах (Югославия, Болгария, Румыния, Греция и Албания) 6300 человек (70 %) составляли красноармейцы и офицеры РККА, бежавшие из плена. 2115 человек (23,5 %) были насильно депортированными гражданскими лицами, вырвавшимися на свободу и присоединившимися к партизанам. В ходе войны подразделения НОАЮ постоянно пополнялись гражданами СССР, которые бежали к партизанам из лагерей для военнопленных, концентрационных и рабочих лагерей, мест принудительного труда, а также из рабочих команд организации Tодта на оккупированной территории Югославии, Австрии, Греции, Албании и Италии.

## Партизаны Югославии — бывшие военнопленные и гражданские невольники
Большинство советских бойцов НОАЮ, рискуя жизнью, совершали побеги самостоятельно. Таких было 5850 человек (65 %) от общего числа участников партизанских армий на Балканах; около 900 из них бежали из лагерей в Италии и Австрии и по пути в НОАЮ успели поучаствовать в гарибальдийских формированиях. Около 1350 человек бежали из эшелонов с военнопленными или остарбайтерами. В своей массе это были честные патриоты, оказавшиеся в плену не по своей воле, а в силу тяжёлых поражений Красной армии, часто вследствие ранения или при попытке выхода из окружения.
Так, будущий командир 2-го «русского» батальона 18-й Словенской Базовицкой бригады, а впоследствии и 1-й Русской бригады Анатолий Игнатьевич Дьяченко до войны  служил на флоте подводником. В 1940 году по состоянию здоровья был снят с воинского учёта в Краснокутском районе Харьковской области. В первые дни войны добровольцем пошёл на курсы подготовки партизан и был зачислен в партизанский отряд Сергея Ивановича Соболя, действовавший на территории Украины и Белоруссии. Командовал диверсионной группой, участвовал во многих партизанских акциях. В одной из них в августе 1942 года был ранен. Находясь на излечении у местного жителя, во время облавы был схвачен и отправлен на принудительные работы в Италию. В лагере собрал вокруг себя группу патриотов и стал готовить побег. Из мест принудительного труда удалось вырваться с четвёртой попытки. В рядах партизан прошёл путь от командира отделения до заместителя командира бригады.
Учитель из села Чилгир Яшкульского района Калмыцкой АССР Николай Алексеевич Монтыков с первых дней войны служил младшим лейтенантом. Командовал взводом в 147-м кавалерийском полку и принимал участие в боях на Керченском перешейке. В 1942 году тяжело раненый Монтыков попал в плен. В лагере для военнопленных в Нойхаммере встретил земляков. Несмотря на нечеловеческие условия плена и агитацию посещавших лагерь калмыков — белоэмигрантов и «власовских» офицеров, Монтыков отказался от службы в немецкой армии. В Италии, куда его перевели на строительство оборонительных сооружений, организовал побег из лагеря. Возглавляемая им группа калмыков, воспользовавшись случаем, перебила немецкую охрану и перешла на сторону югославских партизан. В начале февраля 1944 года Монтыков и его товарищи были зачислены в созданную в конце ноября — начале декабря 1943 года так называемую роту «черкесов» (сербохорв. četa Čerkeza) 1-й бригады 13-й Приморско-Горанской дивизии 11-го Хорватского корпуса НОАЮ.
Тяжелораненым попал в плен в окружённом Севастополе будущий командир 4-го «русского» батальона 7-й Воеводинской бригады капитан Красной армии Пётр Максимович Оранский. До этого он прошёл через бои в осаждённой Одессе, где за личное мужество был награждён орденом Красного Знамени. В 1943 году ему и Захарию Волкову удался побег из лагеря в городе Земун и переход к партизанам — случай представился во время работ по строительству моста через реку Саву. До темноты прятались в зарослях камыша. Затем всю ночь, обессиленные и голодные, шли наугад лесом и горами в надежде выйти к партизанам. Утром встретили сербскую крестьянскую семью, поражённую видом двух беглецов, худых и грязных. Эти люди помогли им добраться до села Джяково, куда затем пришли партизаны 2-го Сремского отряда.
Побеги советских людей из лагерей были чреваты трудностями и смертельным риском. За помощь им немцы жестоко наказывали: вешали и расстреливали всех, кто укрывал, кормил беглецов и помогал им найти партизан. Не каждый побег удавался. Донесение Гореньского партизанского отряда в Главный штаб Народно-освободительной армии и партизанских отрядов (НОАиПО) Словении от 27 июня 1943 года содержит пример подстерегавших опасностей. Так, 13 июня партизаны расстреляли гестаповского провокатора — словенца Франца Кристана, по доносу которого нацисты казнили 17 советских военнопленных, намеревавшихся бежать к партизанам. При попытке побега из лагеря в городе Славонски-Брод был схвачен в марте 1944 года и переведён в лагерь на территории Италии Фёдор Андрианович Полетаев, будущий участник итальянского Сопротивления и Герой Советского Союза. Неудача не остановила его. Летом 1944 года он снова бежал и вступил уже не в югославскую, а в итальянскую партизанскую бригаду «Оресте» из Гарибальдийской дивизии «Пинан-Чикеро».
Для партизана Югославии — бойца 37-го отдельного батальона связи Алексея Ефимовича Сидорова война началась с первых дней в районе Кобрина. 27 июня 1941, года после ожесточённых боёв и артобстрела, попал в плен. В 1944 году с группой военнопленных лагеря в городе Славонски-Брод предпринял попытку побега. Их поймали и били. Бесчувственное тело Сидорова охранники выбросили в лес, где его подобрала и выходила крестьянка. Так начался путь в партизаны будущего комиссара 3-й роты Посавского партизанского отряда 6-го Славонского корпуса. Типичную партизанскую историю солдата Ивана Прокофьевича Назаренко, попавшего в плен в 1941 году, описал Владимир Огнев. Первый раз Назаренко бежал из лагеря в Дрездене. Был пойман и отправлен в дрезденскую тюрьму, где провёл почти год. В течение этого времени его пытали, затем отправили на каторжные работы, где узники умирали от непосильного труда и голода. Назаренко чудом выжил и после перевода в лагерь в городе Ауэ снова бежал, но был схвачен на границе Чехии и отправлен в концлагерь Дахау. Здесь он сошёлся с бывшим югославским партизаном, вместе с которым бежал во время работ. С большими трудностями беглецы добрались до юга Австрии и в районе города Шпиталь встретили югославских партизан. Поправившись, в октябре 1943 года Назаренко стал пулемётчиком 4-го батальона 2-й ударной бригады. В составе НОАЮ воевал до конца войны, был ранен, но остался в своей части.
Часть советских военнопленных вступала в ряды партизан после освобождения подразделениями НОАЮ. Югославские партизаны считали особенно ценными те свои операции, которые приводили к освобождению красноармейцев. Самой большой победой, одержанной хорватскими партизанами, газета «Борба» назвала упоминавшееся выше освобождение 5 декабря 1942 года из плена в Хорватском Загорье пяти советских офицеров. Для этого рота Калникского партизанского отряда была направлена на германскую территорию через границу у города Кланец. В донесении штаба отряда командованию 2-й оперативной зоны Хорватии сообщалось: «Это событие вызвало сильное воодушевление в рядах наших бойцов. По пути следования через сёла народ выходил на улицы, чтобы увидеть и приветствовать советских братьев. Невозможно описать словами те сцены, когда старики, которые были в русском плену и там выучили русский язык, приветствовали и обнимали товарищей».
В ночь с 17 на 18 мая 1943 года партизаны Гореньского отряда совершили нападение на завод по производству авиационных аккумуляторов в Бистрица-на-Драви (словен. Bistrica na Dravi), уничтожили его и освободили из лагеря 41 принудительного рабочего — советских граждан в возрасте от 14 до 18 лет, большей частью из Ростова. Все они вступили в партизанский отряд..
Член Главного штаба (ГШ) НОАиПО Македонии Кузман Йосифовски в письме в ЦК Компартии Македонии от 6 октября 1943 года сообщал о 20 советских военнопленных в Битоле, желающих бежать к партизанам: «…эти люди красноармейцы, большинство тыловики, которых немцы используют в качестве техников… Если сможем переправить их, будет политический успех с одной стороны, а с другой, пополним отряд». Инструктор КПЮ в Македонии Добривое Радосавлевич писал 18 октября 1943 года политическому комиссару ГШ НОАиПО Македонии, что следует срочно установить связь с Битоле и принять «русских» военнопленных. А если среди них есть особенно хорошие — направить в Главный штаб.
В конце ноября 1943 года 1-й и 4-й батальоны 16-й Молодёжной бригады «Йожа Влахович» напали на немецкий отряд численностью 50 человек, охранявший рабочую команду советских военнопленных в селе Десинец, возле города Ястребарско. В результате успешного боя удалось освободить два десятка красноармейцев, тут же вступивших в ряды бригады и ставших впоследствии хорошими бойцами. С учётом этого успеха, 22 декабря 1943 года молодёжная бригада получила приказ командования Жумберакско—Посавским районом о проведении операции по освобождению большой группы советских военнопленных (русских и украинцев, около 400 человек), размещённых в районе сёл Цегле, Драганич и Голяк. Охрана пленных состояла из 200 человек. Осуществить операцию в полном объёме не удалось ввиду организационных трудностей и контрмер противника. Тем не менее, в результате боёв 23 и 24 декабря были освобождены из плена ещё 32 красноармейца, принятых в состав бригады. Все они 29 января 1944 года вошли в состав сформированной «русской» роты численностью 60 бойцов во главе с лейтенантом-танкистом Красной армии. Есть сведения о ранении этого командира в бою 17 февраля 1944 года. Данных о нём, кроме имени Степан, не сохранилось.
29 февраля 1944 года радиостанция «Свободная Югославия» сообщила в военной сводке Верховного штаба НОАЮ об освобождении в Лике 30 «русских» военнопленных в результате нападения партизан на немецкий гарнизон в населённом пункте Добросело. 5 августа 1944 года 4-я Черногорская бригада в ходе боёв на горе Црни-Врх и в долине Ибра нанесла поражение 14-му полку 7-й дивизии СС, уничтожив 117 солдат противника и ранив около 230. В результате были освобождены около 60 бывших красноармейцев, сразу вступивших в ряды бригады.
Зачастую побеги военнопленных происходили при помощи местных подпольщиков. Историк В. Н. Казак приводит описание обстоятельств перехода к партизанам Василия Прокофьевича Ширкова, уроженца города Красный Луч Ворошиловградской области. После пленения под Сталинградом он был вывезен в Сараево, где работал грузчиком в госпитале. Заболев, оказался в городской больнице. Там познакомился с подпольщиками, стал выполнять их задания. Вскоре бежал и был переправлен к партизанам. Командир партизанского отряда поддержал его просьбу о помощи в освобождении военнопленных, оставшихся в Сараево. Группа успешно проникла в город и установила контакт с узниками лагеря. 10 апреля 1944 года в условленное время на месте явки беглецы переоделись в приготовленную подпольщиками немецкую форму. Чтобы обмануть патрули, Василий Ширков применил хитрость: построил всех и, отдавая команды на немецком языке, вывел на железнодорожный вокзал. Освобождённые влились в ряды партизан, после чего из их числа был сформирован взвод 9-й Краинской ударной бригады.

## Партизаны Югославии — перебежчики из коллаборационистских формирований

### Сведения о численности
Ещё одну группу советских бойцов НОАЮ составляли перебежчики из созданных немцами коллаборационистских воинских частей и подразделений, сформированных из граждан СССР. Точная их численность не установлена. По данным историка В. Н. Казака, в рядах партизан на Балканах воевали 360 рядовых РОА и «национальных легионов» (4 % от общего числа в 9 тысяч человек), но по некоторым сведениям историографии их было больше. Так, журнал «Шпигель» приводит данные о переходе на сторону НОАЮ около 250 казаков из состава 1-й казачьей дивизии. Согласно Цирилу Зупанцу, на сторону словенских партизан из 162-й (тюркской) дивизии перешло от 150 до 300 человек. По заключению Здравко Кланьшчека, формирование «русского» батальона 18-й Словенской ударной Базовицкой бригады стало возможным благодаря пополнению новыми бойцами, прежде всего перебежчиками из 162-й Тюркской пехотной дивизии вермахта. Источники содержат сведения о прибытии в состав 9-го корпуса НОАЮ батальона «Сталин», сформированного из бывших казаков Доманова. По воспоминаниям ветерана этого батальона Александра Васильевича Мушкетова, за один раз на сторону партизан перешли 65 казаков с оружием. Кроме того, есть информация о включении в состав 18-й Словенской бригады батальона из Венецианской Словении (132 человека), также созданного из казаков-перебежчиков.

### Примеры перехода граждан СССР из коллаборационистских формирований в ряды НОАЮ
Бывшие военнопленные вырывались из коллаборационистских формирований группами и поодиночке, зачастую с оружием, убив своих командиров или сопровождавших немцев. Первые такие переходы на сторону партизан начали происходить уже с осени 1943 года, вскоре после прибытия 1-й казачьей и 162-й (тюркской) пехотной дивизий на территорию Хорватии и Словении. Так, 17 октября 1943 года 1-й батальон Горицкой народно-освободительной бригады атаковал северо-восточнее города Горицы немецкие позиции в населённых пунктах Равница, Превал и Света-Гора и взял в плен 26 «туркестанских» солдат 162-й пехотной дивизии; затем все они вступили в ряды партизан. По сообщению командования Дильского района в штаб 6-го Славонского корпуса от 13 ноября 1943 года, каждый день сопровождался прибытием перебежчиков из 1-й казачьей дивизии, добровольно переходивших с оружием в руках в ряды партизан. Около 60 человек вступили в Осиекский и Дильский партизанские отряды.
Согласно отчёту информационного отдела ГШ НОАиПО Словении от 11 ноября 1943 года о боевых действиях в секторе Горица — Кобарид, во время боя 7 ноября на сторону 27-й дивизии (позднее 30-я Словенская дивизия) перешли 13 «монголов» (военнослужащих 162-й пехотной дивизии), убивших перед этим троих немецких офицеров. Эту информацию дополняют воспоминания Григория Александровича Жиляева, ветерана 2-го «русского» батальона 18-й Словенской бригады 27-й дивизии 9-го корпуса НОАЮ: два «легионера» немецкой дивизии, азербайджанец Кадыр Искандеров и хакасец Михаил Аршанов, установили контакт с толминскими партизанами. Через них штабу 27-й дивизии были переданы разведывательные сведения о немецких гарнизонах. Эти данные легли в основу планов нападений на неприятельские опорные пункты в Толмине и Кобариде. Штурм казарм в Толмине осуществил в ночь с 6 на 7 ноября 2-й батальон 18-й бригады при поддержке группы «легионеров» Кадыра Искандерова.
По предварительной договорённости с перебежчиками в ночь с 22 на 23 января 1944 года 1-й и 2-й батальоны 10-й Словенской бригады 18-й Словенской дивизии провели дерзкий и успешный штурм хорошо укреплённого немецкого опорного пункта в селе Хрелин близ города Бакар. Согласно отчёту штаба дивизии в ГШ НОАиПО Словении от 24 января, ожесточённое сопротивление немецкого гарнизона было сломлено сильным ударом с тыла 29 «русских», перешедших на сторону партизан. Акция получила широкий резонанс на всём Горском Котаре, так как была проведена в то время, когда большие колонны немцев продвигались по окрестностям из Цриквеницы в направлении Сушака.
Сообщения о перебежчиках присутствуют в штабных документах НОАЮ за весь период с осени 1943 до весны 1945 г. В донесении оперативного командования района Истрии штабу 11-го корпуса от 26 февраля 1944 года говорится о переходе с оружием в руках на сторону партизан группы «русских» численностью 19 человек из немецкого гарнизона в Пуле. Во время этой акции перебежчики убили 14 немцев. Ожидался переход ещё большей группы из Канфанара численностью 160 человек, но в последний момент из-за предательства их намерения были раскрыты, участники акции разоружены, а организатор повешен.
В книге исходящих донесений Главного штаба НОАиПО Хорватии за период с 1 по 30 апреля 1944 года сообщается о прибытии 11 апреля в Плащанский партизанский отряд 16 «русских» без оружия. В немецких подразделениях они работали шофёрами и механиками. Несколькими днями ранее в 7-ю дивизию перебежали 15 казаков с оружием.
Штаб Западно-Каринтийского партизанского отряда доложил 16 сентября 1944 года командованию Каринтийской группы народно-освободительных партизанских отрядов о принятии в состав 2-й роты 1-го батальона указанного отряда 13 «русских» с полным вооружением, в том числе офицера и троих украинцев — бывших полицейских из подразделения в городе Филлах. Предварительно установив связь с партизанами, 1 сентября во время движения в составе колонны полицейского подразделения СС численностью 30 человек перебежчики убили 10 и ранили троих немцев, захватили 9 автоматов, 1 пулемёт, 5 пистолетов, 22 гранаты и боеприпасы.
Многие примеры указывают на то, что мотивами вступления в германские воинские коллаборационистские формирования военнопленных — будущих перебежчиков — было стремление вырваться из плена и впоследствии вернуться в Красную армию. После ранений попали в плен будущий командир «русской» роты 3-й Словенской бригады Джавад Атахалилович Акимов и разведчик-диверсант 9-го Словенского корпуса Мехти Гусейнзаде. Оба долго готовили побег, сформировали вокруг себя группу единомышленников; в феврале 1944 года присоединились к партизанам 3-й Словенской бригады, действовавшей на границе с Италией в Словенском Приморье. Джавад Акимов был назначен командиром «русской» роты, влившейся в августе 1944 года в состав 2-го батальона 18-й Словенской Базовицкой бригады. Хорошо изучивший состояние и особенности немецких воинских частей Мехти Гусейнзаде активно участвовал в разведывательно-диверсионной деятельности партизан 9-го корпуса НОАЮ в немецком тылу, совершая диверсионные акции в занятом фашистами Триесте, его пригородах, в районе Гориции и других местах Словенского Приморья.
В монографии хорватского автора Вукашина Карановича изложена история партизана Мославинского партизанского отряда Николая Бондаренко, pодом из-под Харькова, курсанта артиллерийского училища. В боях под Киевом он был контужен и попал в плен. К «власовцам» пошёл в надежде при первой возможности вырваться и выйти в расположение Красной армии. Такая возможность представилась в декабре 1943 года. В первом же бою под Сисаком он перебежал к югославским партизанам. Проверка, проведённая партизанской контрразведкой, показала, что его переход был искренним поступком. Впоследствии воевал отважно и неоднократно отмечался командованием. В Мославинском партизанском отряде он считался отличным пулемётчиком, уничтожил много врагов. Как примерный боец был принят в Коммунистический союз молодёжи Югославии, вопреки директиве, запрещавшей приём в организацию лиц с неясным прошлым. Несколько раз был ранен. В конце войны вместе с другими «бывшими перебежчиками» был передан представителям Красной армии. Дальше о нём ничего неизвестно.
Тяжелораненым попал в плен в первый день Курской битвы Герой Советского Союза Зиямат Усманович Хусанов. Намереваясь при первой возможности совершить побег, вступил в созданный немцами Туркестанский легион. Оказавшись на территории Югославии, 15 мая 1944 года вместе с 27 другими легионерами с боем и с оружием ушёл к партизанам.

### Практика НОАЮ по отношению к перебежчикам
Верховный штаб НОАЮ, Антифашистское вече народного освобождения Югославии и другие органы военно-политического руководства неоднократно обращались к солдатам оккупационных войск с призывом переходить на сторону НОАЮ и включаться в борьбу с фашистами. Верховным штабом были даны рекомендации командованию всех соединений, частей и подразделений по вопросу об иностранцах, желающих добровольно вступить в ряды партизан, а также о формировании из их числа отдельных подразделений в составе НОАЮ. Итальянский историк Марина Росси на основе недавно опубликованных исследований отмечает тщательность, с которой командование Освободительного фронта Словении оценивало просьбы о принятии в партизанские отряды перебежчиков из вермахта, а также помощников СС и полевой жандармерии. Она приводит свидетельства словенского партизана Бого о том, что в НОАЮ знали, что перебежчики не заслуживали полного доверия с их стороны. Однако партизаны понимали, что те могут быть им полезны, «ведь никто из них не хотел рисковать попасть обратно в руки немцев — они были бы немедленно расстреляны».
Главный штаб НОАиПО Словении в приказе штабу 7-го корпуса НОАЮ в связи с переходами неприятельских солдат на сторону партизан довёл 15 декабря 1943 года инструкции о действиях по организации работы с перебежчиками. В приказе отмечался рост случаев перехода к партизанам солдат из немецкой армии «(русских, монголов и т. д.)». Установление связи с военнослужащими немецких гарнизонов и организация дезертирства из рядов противника рассматривались в качестве важных задач разведки. Подчёркивалась необходимость включения перебежчиков в партизанские подразделения и предоставления им возможности бороться с оккупантами, считаясь при этом с вероятностью наличия в их числе вражеской агентуры. Требовалось дать возможность офицерам-перебежчикам доказать свою искренность сначала в качестве рядовых бойцов, а отличившихся назначать на командные должности. Рекомендовалось привлекать таких лиц к написанию листовок на языках, понятных солдатам из неприятельских гарнизонов, использовать их для установления связи с контингентами этих гарнизонов, организации дезертирства и перехода на сторону НОАЮ с оружием и предварительным убийством немецких офицеров и т. д..
В письме штаба 7-го корпуса в ГШ НОАиПО Словении от 23 января 1944 года сообщалось о переходе на сторону Истрийского партизанского отряда 4 «русских» из Сежаны, в том числе зубного техника — капитана Красной армии, лейтенанта и двух сержантов, а также выражалось намерение собрать в своём секторе всех имеющихся граждан СССР и сформировать «русское» подразделение. Согласно примечанию Белградского военно-исторического института, в то время формирование не состоялось, так как эти «товарищи» были распределены по разным партизанским частям. Позднее, большинство из них вошло в создаваемые штурмовые батальоны 15-й и 18-й дивизий корпуса.
В политическом отчёте штаба 9-го Словенского корпуса от 14 марта 1944 года в отношении «русской» роты 3-й Словенской бригады «Иван Градник», сформированной в феврале этого года из числа перебежчиков, сообщается: «Когда мы сказали им (бойцам роты), что согласно решению ЦК Компартии, все красноармейцы — члены партии, принявшие оружие от оккупанта, исключены из партийных рядов, — это их серьёзно задело. Мы также сказали им, что от них самих зависит, с какими характеристиками они вернутся домой, на что они ответили, что будут героически сражаться против оккупанта».
В историографии описана организация перехода в ряды словенских партизан будущего Героя Советского Союза Мехти Гусейнзаде и его товарищей. Итальянский историк Марина Росси приводит воспоминания связной Освободительного фронта Словении (ОФ) Станиславы Чебулец (псевдоним Катра). Её поручительство являлось определяющим для компетентных инстанций ОФ при принятии решения о доверии перебежчикам. Другой задачей Катры была вербовка солдат 162-й дивизии вермахта. Чебулец установила контакт с Мехти Гусейнзаде после получения сведений о поиске им связи с партизанами и заручившись санкцией штаба 9-го корпуса. О своих впечатлениях от первой встречи и последующей работы с Мехти Гусейнзаде Чебулец рассказывала так: «Я обмерла и побелела… Он предъявил мне свой пропуск, к которому я отнеслась с подозрением. Он почувствовал мою недоверчивость. Отправилась снова в Дутольяно (словен. Dutovlje). Там меня успокоили. Михайло (партизанский псевдоним Мехти Гусейнзаде) в казарму больше не вернулся… Иногда в их группе было 9 человек, иногда 5 или 8. Они должны были добывать оружие и боеприпасы; всё то, что можно было найти в Банне (район Триеста), Липице и Сежане…». По условию командования 9-го корпуса, доставить перебежчиков в штаб должна была другая связная «девушка-блондинка с косичками». Эти сведения дополняет словенский исследователь Цирил Зупанц: местом сбора беглецов была квартира подпольщицы Ольги Сосич. Переправку перебежчиков к партизанам осуществляла станция нелегальной курьерской связи с условным номером П-15 (словен. kurirska postaja P-15). Вечером 6 февраля Мехти Гусейнзаде, Джавад Хакимли и Асад Курбанов принесли в обусловленное место своё военное снаряжение. Там они переждали до вечера 7 февраля, после чего двое связных (курьеров—связников) проводили их в село Штанел (община Комен) и передали станции П-13. В ночь на 9 февраля совершили переход до села Эрзель (община Випава), где располагался штаб 3-й Словенской бригады. После допросов Мехти Гусейнзаде вёл по заданию штаба бригады в феврале и марте 1944 года успешную агитационную работу среди «легионеров» в Плисковице (община Сежана) близ Опичины и обеспечил в контакте с подпольщицами ОФ и связными П-15 переход к партизанам многих бывших красноармейцев.
Позицию руководства частей НОАЮ по вопросу о перебежчиках иллюстрирует сообщение штаба 5-й Пролетарской Черногорской ударной бригады от 27 ноября 1944 года по факту перехода в расположение 4-го батальона группы в составе 104 «русских» военнослужащих — бывших военнопленных, состоявших на немецкой службе. Прибыли они со всем своим оружием и снаряжением. По приказу комбата их разоружили и оружие разделили по подразделениям. Узнав об этом, командование бригады осудило такие действия штаба батальона и отдало приказ вернуть всё отнятое. В своей резолюции штаб бригады указал на необходимость использования перебежчиков для формирования из их числа новых подразделений с целью задействования в дальнейшей борьбе с противником.
Ещё один пример представляют действия командования Мославинского партизанского отряда, чьему 2-му батальону в начале декабря 1944 года добровольно сдались три казака из гарнизона в населённом пункте Поповача. Они сразу заявили о желании вступить в отряд, чтобы бороться против фашистов. Им предложили вернуться в Поповачу с целью вербовки бывших русских военнопленных на сторону партизан. Один из них, по имени Алексей, фамилия которого не сохранилась, дал согласие. Оперативный офицер с группой партизан проводили его до вражеских позиций. Прошёл месяц. Алексей не возвращался. Все решили, что он предал. Между тем, 10 января 1945 года во время боя с казаками в селе Миклеушка вблизи Кутины один из казаков вошёл в крестьянский дом и, назвавшись Алексеем, попросил его спрятать. После ухода казаков, перебежчика привели в отряд. Начался допрос. Сначала его рассказу не поверили. Но когда он изложил все подробности, их проверили через агентурные возможности. Оказалось, что после возвращения в Поповачу контрразведка немцев заподозрила Алексея и для верности отправила в штрафное подразделение. Там он находился весь срок до дня боя в Миклеушке. После проверки Алексея оставили в отряде, а затем перевели во 2-ю Мославинскую бригаду 33-й дивизии. В последние дни войны в бою за Вировитицу он был тяжело ранен в бедро. За всё время пребывания в бригаде его характеризовали положительно, как хорошего бойца-пулемётчика. Товарищи по подразделению говорили, что он с тяжёлым сердцем отправился в СССР, боясь, что его там расстреляют. Больше о нём ничего не известно.
Словенский историк Томаж Теропшич описывает действия командования Козьянского партизанского отряда с целью организации перехода на сторону партизан некоего казачьего подразделения. В конце апреля 1945 года словенские подпольщики проводили активную агитацию среди военнослужащих немецких коллаборационистских формирований в населённых пунктах Велики-Камен и Копривница с целью склонения их к сдаче в плен. Командир казачьего подразделения согласился на переговоры с партизанами. На встречу с ним отправились командир Козьянского отряда Карел Жмавц (словен. Karel Žmavc) и политический комиссар Иван Церьяк (словен. Ivan Cerjak), сопровождаемые сильной группой бойцов. Казакам было выдвинуто два условия капитуляции: сдаться с полным вооружением и предварительно уничтожить всех сопровождающих немецких военнослужащих. Оба условия были выполнены. В результате 5 мая на сторону партизан перешли 120 хорошо вооружённых казаков с двумя четырёхствольными зенитными орудиями, шестью тяжёлыми миномётами, значительным количеством лёгких миномётов и автоматического оружия. Из сдавшихся казаков был сформирован 3-й (русский) батальон Козьянского партизанского отряда.

### Оценки боевой деятельности перебежчиков
Публикации по теме содержат оценки, данные современниками и историками боевой деятельности бывших коллаборационистов в рядах партизан. В донесении от 9 ноября 1943 года штаба 6-го Славонского корпуса, адресованном командованию 2-й оперативной зоны Хорватии, сообщается о наличии в составе корпуса свыше 40 человек, перебежавших с личным оружием и тремя пулемётами из подразделений 1-й казачьей дивизии, из которых сформировали взвод во главе с их же офицером. Штаб корпуса отметил, что созданное подразделение проявило себя положительно. Ветеран и хроникёр партизанского движения в Хорватии Иван Фумич (Ivan Fumić) вспоминает: «Сколько пришлось пережить этим людям, которые, не выдержав мучений, согласились перейти к „власовцам“, можно только догадываться, но знаю одно — при первой же возможности они перебегали на сторону партизан и сражались отчаянно и храбро, даже иногда чересчур бесшабашно. Могу сказать, что это были хорошие солдаты… Их наши люди очень ценили. После окончания войны по требованию Советского Союза они были возвращены на родину; что там с ними происходило, мы так и не узнали». 
Эпитетом «легендарный» отмечается 2-й «русский» батальон 18-й Словенской ударной Базовицкой бригады, большая часть состава которого были перебежчиками из 162-й дивизии и казачьих частей вермахта. Ветеран бригады Риккардо Горуппи (Riccardo Gorup/Goruppi) вспоминает: «Для нас было большим преимуществом иметь эту группу советских военных, хорошо обученных и понимающих военную ситуацию. Они знали, за что сражаются. Но знали и о том, что вернуться домой, побывав в плену, будет очень трудно. А потому бросались в бой с ещё большим пылом, ещё большей яростью». Итальянский историк Марина Росси пишет о бойцах 2-го батальона: «В общем, бывшие коллаборационисты были очень хорошими солдатами… Многие из них рисковали, их репатриация была тяжёлой. К примеру, им пришлось долго сидеть в лагерях. По этой причине они выполняли наиболее опасные военные задачи». Оценивая значение перебежчиков для югославских партизан, Марина Росси заключает: «Солдаты, прошедшие военную школу и в Красной Армии, и в вермахте, оказались очень полезными для партизан НОАЮ — в диверсионных акциях или в боях, в качестве ударной силы».

### Случаи дезертирства перебежчиков и выявления агентов немецких спецслужб
В публикациях имеются сведения о дезертирстве из рядов НОАЮ советских граждан — бывших перебежчиков. Например, 6 апреля 1944 года из числа советских граждан, перешедших к партизанам из немецких воинских частей, был сформирован 5-й батальон 1-й Ликской пролетарской бригады. Вскоре после этого, 17 мая 1944 года он был расформирован в связи с несколькими случаями дезертирства и обратного перехода его бойцов на сторону неприятеля. Личный состав батальона был распределён по подразделениям бригады и в 3-ю Ликскую пролетарскую бригаду. В то же время известно, что в самом большом «русском» 2-м батальоне 18-й Словенской бригады, значительной частью состоявшем из перебежчиков, число случаев дезертирства и сдачи в плен было на уровне других подразделений 9-го корпуса.
Категория перебежчиков использовалась немецкими спецслужбами в интересах борьбы с НОАЮ. 30 ноября 1943 года, во время заранее обусловленной встречи с военнослужащими 162-й пехотной дивизии, до этого изъявившими намерение перейти на сторону партизан, был убит немецкой засадой разведчик 19-й Словенской бригады «Сречко Косовел» Ладо Штефан. В начале февраля 1944 года из немецкого гарнизона в селе Ломница перебежал к партизанам казак, представившийся бывшим военнопленным, лейтенантом Валерианом Аксюком. Ему удалось быстро зарекомендовать себя храбрым бойцом и стать командиром «русского» батальона Туропольско-Посавского отряда. После расформирования батальона в июле 1944 года, Аксюк был назначен командиром разведывательного подразделения 34-й дивизии. По версии автора монографии о бригаде «Франьо Огулинац Сельо» В. Валяна, в ряды партизан Аксюк пришёл по заданию немецкой службы безопасности. Действуя в дивизии больше года, передал противнику много секретных сведений о партизанах. В марте 1945 года Аксюк вывел свою разведроту под огонь немцев, а сам перебежал на их сторону.
По свидетельству Григория Жиляева, среди людей, прибывавших в «русский» батальон и утверждавших, что дезертировали из немецкой армии или бежали из лагерей, было больше шпионов (словен. vohunov), чем в словенских подразделениях. Советские граждане хорошо знали друг друга и видели, кто и как вёл себя в лагерях военнопленных или в немецкой армии. Именно поэтому шпионов выявляли быстро.

## «Русские» формирования НОАЮ

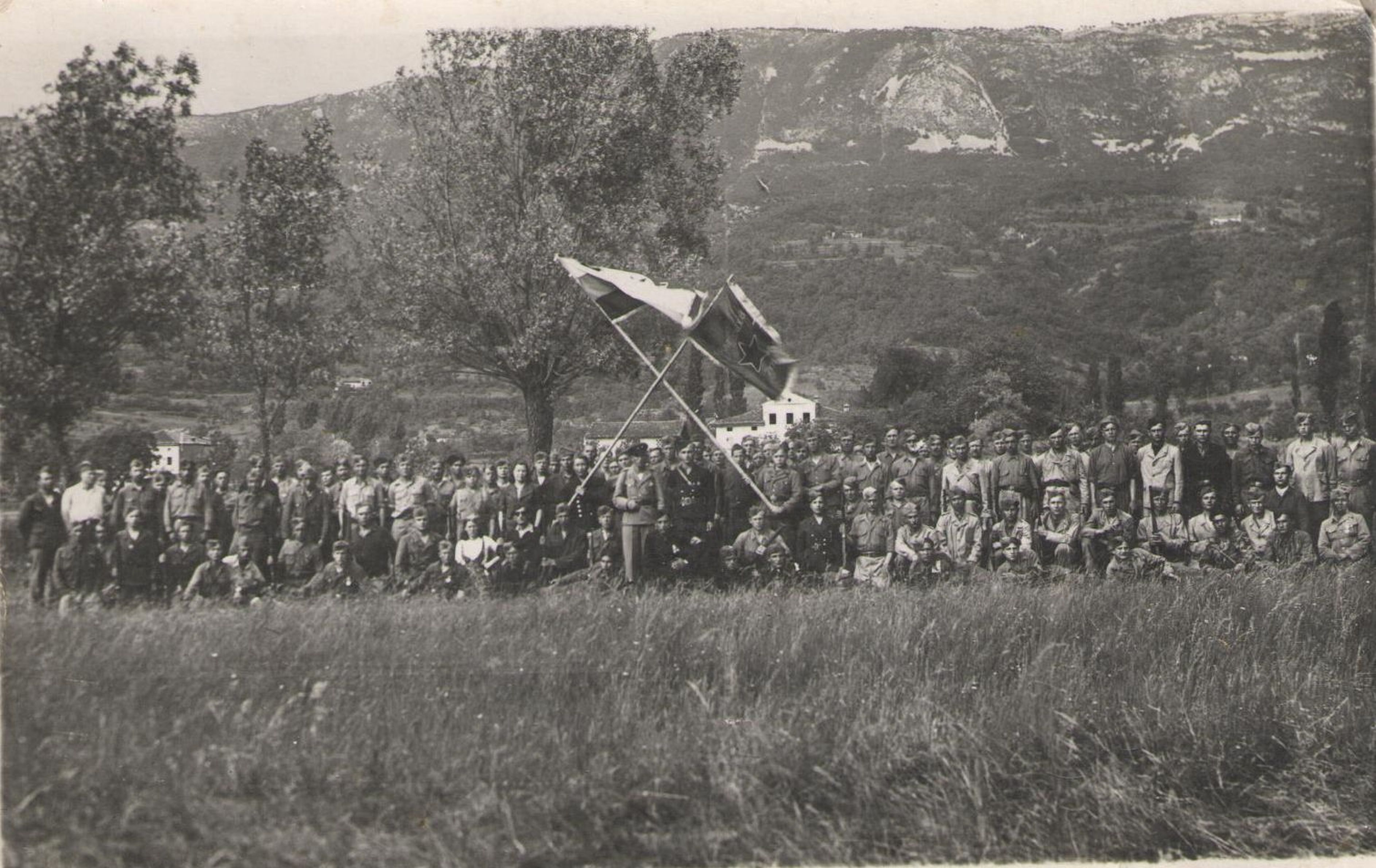
Группа бойцов 1-й Русской бригады, село Шемпас, май 1945 года

«Русскими» в Югославии по традиции называли граждан СССР, а также воинские подразделения НОАЮ, укомплектованные полностью или частично советскими людьми различных национальностей. В разное время в составе 36 бригад и партизанских отрядов действовало около 30 подразделений уровня рота — батальон. Некоторые из них в связи с укрупнением, переформированием и переходом в другие части изменяли свои первоначальные названия. Наиболее крупными по численности и известными являются «русские» батальоны 18-й Словенской ударной Базовицкой, Осиекской ударной и 7-й Воеводинской ударной бригад. По этническому составу «русские» подразделения были фактически многонациональными, в них воевали представители более 30 народов СССР.
В мае 1945 года в 9-м Словенском корпусе было образовано самое крупное воинское формирование, состоявшее из советских граждан, — 1-я Русская бригада под командованием Анатолия Игнатьевича Дьяченко. В военных действиях бригада участия уже не принимала. Её личный состав в июне был отправлен в СССР.

## Перебежчики из четнических формирований
В декабре 1943 года в составе четнической Югославской армии на родине (ЮВуО) в горах Хомолья в Восточной Сербии возникла «русская часть» численностью около 300 человек, сформированная из числа бывших советских военнопленных — дезертиров из Русского охранного корпуса (РОК), а также бежавших с рудника в городе Бор. Командовал ими некий майор (лейтенант) Михаил Абрамов (Аврамов). Как поясняет историк Алексей Тимофеев, командующий четническим Краинским корпусом Велимир Пилетич пытался с помощью листовок разложить РОК и призывал «подсоветских» солдат корпуса бежать в «свободные славянские леса» и брать с собой «больше боеприпасов и пулемётов». Переход к четникам группы солдат из части РОК в городе Голубац состоялся в начале октября 1943 года. Историк пишет, что наиболее подробные сведения о советских военнопленных в ЮВуО оставил английский офицер связи УСС в Восточной Сербии Дж. Рутем. По его наблюдениям, и бывшие солдаты РОК и военнопленные, бежавшие с рудника в Боре, не были тепло встречены в четническом отряде. Их одежда, особенно у бывших пленных, была в «ужасном состоянии, оружия не хватало, а их советское прошлое вызывало выпады отдельных наиболее озабоченных антикоммунизмом четников».
Согласно донесению штаба Пожаревацкого партизанского отряда в Главный штаб НОАиПО Сербии от 11 января 1944 года, партизанам удалось склонить часть людей четнической «русской части» [Голубацкой бригады] к переходу на их сторону в декабре 1943 года. Так как партизаны опасались каких-либо опасных действий со стороны бывших советских военнопленных, побывавших у четников, то для подтверждения искренности их готовности влиться в ряды партизан от них планировали потребовать публично ликвидировать четнического командира капитана Крсто Рончевича. Передать письмо с таким требованиям пожаревацким партизанам не удалось. Вместе с тем переход группы бывших красноармейцев состоялся и из них сформировали «русскую роту». В первые несколько дней в роте не наблюдалось чего-то настораживающего. Прибывших встретили дружественно, объяснили им военно-политическую ситуацию в стране, связь между борьбой НОАЮ и Красной Армии, а также трудности, с которыми сталкиваются партизаны. Перебежчики не проявляли никаких признаков недовольства, ропота или непонимания. Хотя в текущей службе они «усердия не проявляли», но были «хорошие бойцы в бою». В это время трудности, которые приходилось испытывать партизанскому отряду, были велики: обувь бойцов была изношена, постоянными были длительные переходы и в снег, и в грязь. Питание было плохим. При этом партизанам приходилось постоянно вести бои с противником. Как следует из отчёта, вскоре стало казаться, что перебежчики «переносят трудности гораздо тяжелее», чем сербские партизаны. Командование отряда посчитало, что это является следствием длительного пребывания у четников и что сознательность пополнения высока, и они привыкнут. Однако надежды командования к 23 декабря стали угасать. После хотя и непродолжительного, но трудного перехода в ночь с 24 на 25 декабря и последовавшего сразу за этим дневного боя, в котором «русские бойцы» потеряли пятерых убитыми, в их рядах начался ропот: «нас мало, а четников много, они нас уничтожат, нас часто предают, боеприпасов мало, фронт далеко» — следствием этого стало решение части личного состава «русской роты» покинуть партизан. 28 декабря рота отказалась действовать по плану командования. Разбирательства и попытки с помощью убеждения исправить настроения «русской роты» положительных результатов не дали. В итоге, 32 советских бойца Пожаревацкого отряда запросили и получили разрешение на переход в Болгарию или Румынию. Пожаревацкие партизаны дали «русским» на дорогу 2 фунта стерлингов, 10 тысяч динаров, карту местности и 1 пулемёт. В Пожаревацком отряде из роты остались 11 человек. Однако, к большому разочарованию партизан, 32 убывших из Пожаревацкого отряда вместо того, чтобы пробиваться в СССР, пройдя «несколько сотен метров», вернулись к четникам. За ними последовали ещё трое из числа оставшихся в отряде. По заключению командования партизанского отряда, этим перебежчики нанесли им серьёзный политический удар, хотя уход «русских» не деморализовал никого из сербских бойцов отряда.
Четнический «русский отряд» Краинского корпуса был переброшен на советскую сторону в Румынию 25 августа 1944 года, где сразу был взят под охрану и размещён в отдельно стоящем бараке для последующей проверки контрразведкой Смерш и проведения допросов «советских четников» с целью получения сведений о деятельности как их, так и четнического Краинского корпуса.

## О численности и потерях советских партизан Югославии
Граждане Советского Союза составляли вторую по численности, после итальянцев, группу иностранных бойцов НОАЮ. Их точная численность неизвестна. Вместе с тем документально установлено наличие свыше 6 тысяч советских граждан в 188 частях, соединениях и военных учреждениях югославских партизан. Отсутствие точных данных обусловлено как неполнотой многих архивных документальных источников, так и их частичной утратой. Не всегда в партизанских формированиях велись списки советских бойцов. В русскоязычной, а также югославской литературе отсутствуют сведения о советских людях в составе специальных подразделений НОАЮ. Вышесказанное характеризует положение и в вопросе о потерях, число которых оценивается в 656 человек. Наряду с этим известно, что из состава 1-й Русской ударной бригады погибли 175 человек и 39 пропали без вести. Свыше 100 погибших было в 6-й Ликской пролетарской дивизии. Только несколько живых бойцов осталось от «русской» роты 6-й Краинской бригады.

## Оценки участия граждан СССР в составе НОАЮ
Согласно оценкам советских историков Татьяны Бушуевой и Владимира Казака, воинские формирования из числа советских граждан укрепляли боеспособность партизанских бригад и отрядов. В случае необходимости, опытными и идейно закалёнными советскими бойцами усиливали югославские подразделения, в том числе штурмовые батальоны. Многие офицеры РККА занимали командные позиции в воинских частях, штабах бригад, корпусов и партизанских отрядов. Значительная часть советских граждан работали специалистами, консультантами, военными инструкторами. К примеру, в частях и соединениях Народно-освободительной армии и партизанских отрядов Хорватии на командных должностях воевали 106 советских офицеров. В рядах югославских партизан трудилось значительное число вырвавшихся из плена советских военных врачей и медсестёр. Они работали в Центральном госпитале НОАЮ, Словенском центральном госпитале «Кочевски-Рог», а также в госпиталях «Залесье» (Илирска-Бистрица), «Снежник» (вблизи Бабно-Поле, община Лошка-Долина), «Кошута» (Кумен, община Ловренц-на-Похорью), «Топольщица», «Шибеник» и многих воинских подразделениях. Вместе с тем историки отмечают, что не только числовые показатели и примеры боевой деятельности характеризуют роль граждан СССР в войне в Югославии. Большое значение для бойцов и командиров НОАЮ представлял фактор морально-психологического и политического влияния, которое оказывало участие в рядах партизан советских бойцов — представителей главного союзника в войне, одерживающего верх над их общим противником.
Правительство Югославии высоко оценило вклад граждан СССР, воевавших в рядах НОАЮ, наградив за боевые заслуги более 500 человек орденами и медалями. При этом 256 награждённых составили партизаны 2-го «русского» батальона 18-й Словенской ударной Базовицкой бригады.

## Известные партизаны
Советская и югославская историография содержит сведения о десятках граждан СССР, отличившихся в партизанской войне в Югославии. Среди них историками выделяются следующие лица:
- Бадмаев Харцха Очирович, калмык, сержант Красной армии, комиссар 2-го батальона 18-й Базовицкой бригады. Был назначен на эту должность за личную храбрость. Даже будучи тяжелораненым, истекая кровью, не оставил поле боя и сражался вместе со своими бойцами. Награждён орденом «За храбрость» и орденом Братства и единства[133][134].
- Барсуков Иван Васильевич, русский, мл. лейтенант. Командовал «русской» ротой в 13-м полку ЭЛАС, с мая 1944 года — «русской» ротой 2-й Македонской бригады, а с августа возглавлял 1-й батальон 5-й Македонской бригады. Подразделения, действовавшие под его руководством, неоднократно отмечались в документах командования[135][136].
- Болотов Анатолий Алексеевич (партизанский псевдоним Напред), русский, лейтенант, бежал из лагеря в городе Славонски-Брод, командир «русской» роты 8-й Краинской ударной бригады[серб.]. В жестоком бою под Баня-Лука 15 сентября 1944 года был тяжело ранен, лишился левой ноги. Награждён тремя орденами «За храбрость», двумя орденами Партизанской звезды III-й степени и орденом «За заслуги перед народом»[137][138][139].

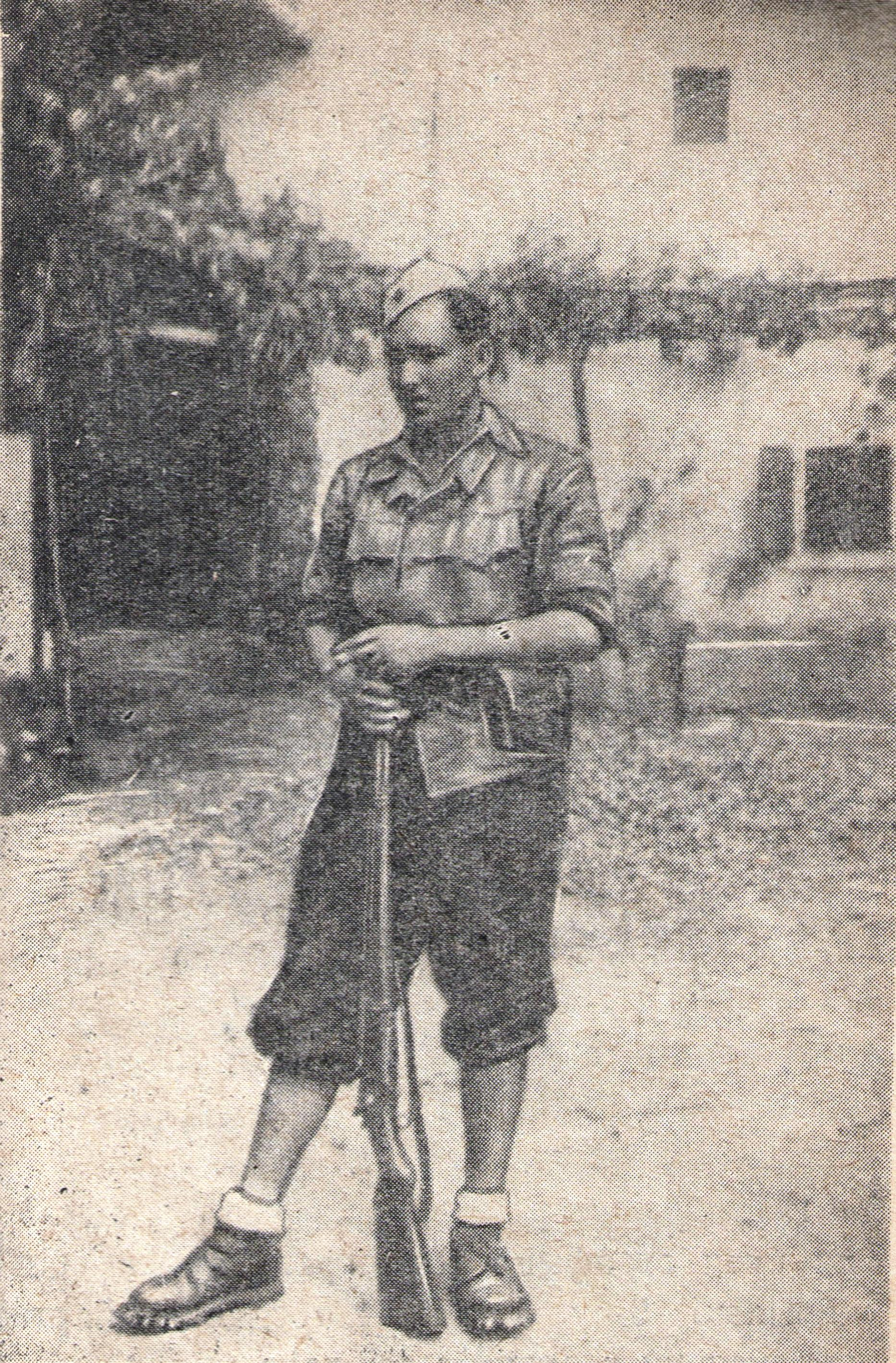
Партизан Михайло, 1944 год

- Гаджиев Магомед (партизанский псевдоним Миша), аварец, военврач 3-го ранга. Будучи хирургом, возглавлял конспиративный партизанский госпиталь «Залесье», в котором излечились более 220 раненых партизан[140][141].
- Гусейнзаде Мехти Ганифа оглы (псевдоним Михайло), азербайджанец, лейтенант Красной армии, по собственной инициативе стал разведчиком-диверсантом и, по определению историка Марины Росси, легендарным бойцом 9-го Словенского корпуса. В немецкой форме проникал на объекты противника на оккупированной территории Словенского Приморья, в том числе в Триесте, где совершил более 20 диверсий. Одну из акций исполнил 2 апреля 1944 года в пригороде Триеста Опичине. Вместе с товарищем, Мирдаматом Сеидовым, они пронесли в зал и взорвали два мощных заряда взрывчатки в заполненном немецкими военнослужащими кинотеатре. Вторую резонансную диверсию устроил в столовой дома офицеров, куда проник с чемоданом со взрывчаткой[142][143][144]. Погиб Мехти Гусейнзаде в ноябре 1944 года. В апреле 1957 года ему посмертно присвоено звание Героя Советского Союза. Издание «История Второй мировой войны 1939—1945» относит Мехти Гусейнзаде к национальным героям Югославии[145][146].
- Гутиков Павел Максимович, русский, сержант. Воевать в рядах Осиекской бригады начал рядовым бойцом. В мае 1944 года стал командиром «русской» роты, а позднее заместителем командира батальона. Был 6 раз ранен и 1 раз контужен. Неоднократно отмечался за личную храбрость в донесениях штабов 6-го Славонского корпуса и 12-й Славонской дивизии. Награждён орденом «За храбрость». В составе Славонской бригады воевал до конца войны и в мае 1945 года прибыл в расположение Красной армии. В 1947 году награждён орденом Отечественной войны II-й степени за подвиги, совершённые в рядах югославских партизан[147][148][149][150][151][152].

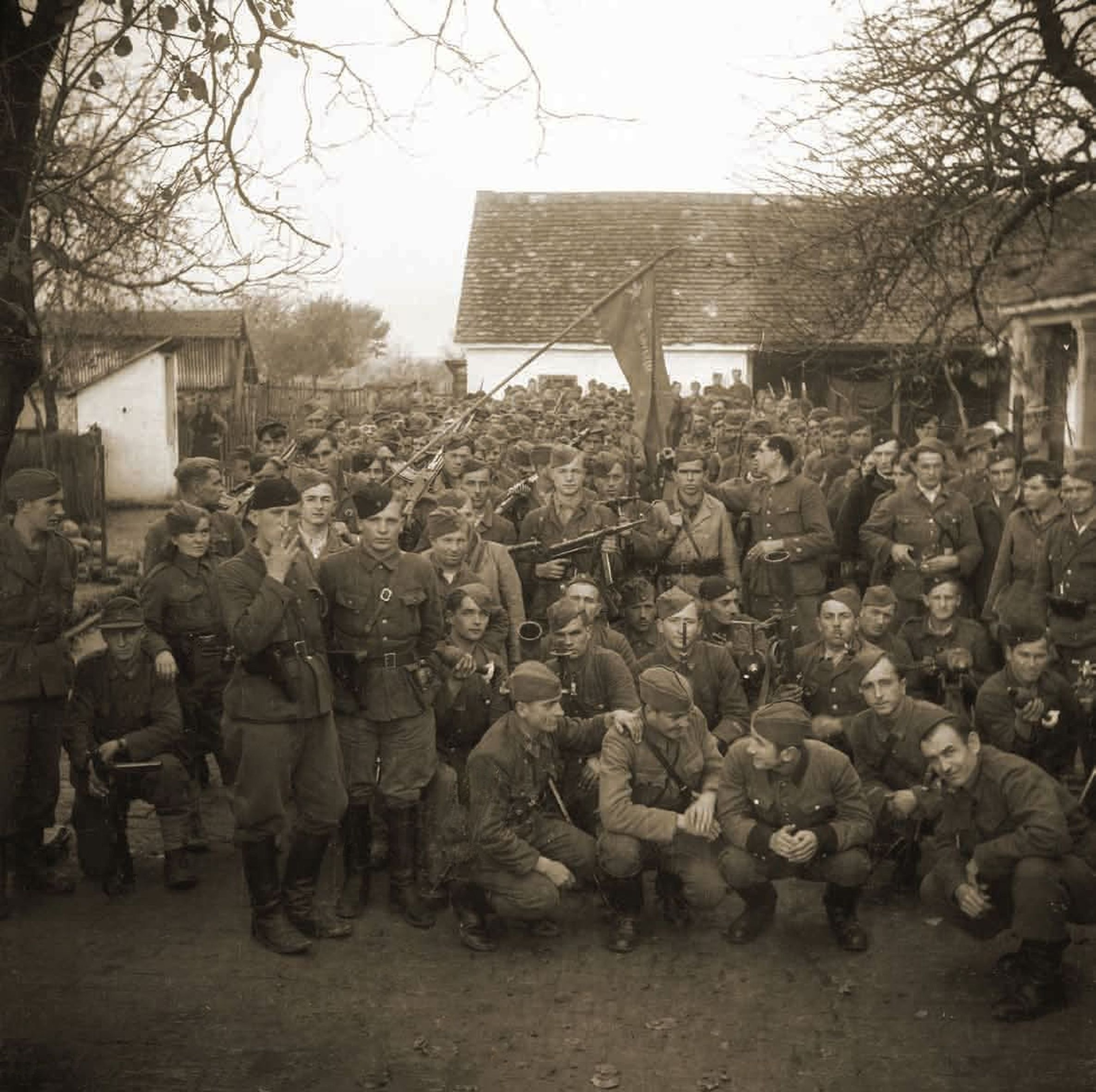
«Русский» батальон Осиекской ударной бригады, Славония, осень 1944 года. На переднем плане П. М. Гутиков (сидит в первом ряду третий справа)

- Джеджелава Джуаншер Иванович, грузин, ст. лейтенант, заместитель командира роты 5-го «русского» батальона 1-й бригады 6-й Ликской дивизии 1-го Пролетарского корпуса. В декабре 1943 года бежал с риском для жизни из плена, был ранен в бою у города Босански-Петровац. Прибыв 24 мая 1944 года после излечения в город Дрвар, на следующий же день вступил в бой с воздушным десантом, сброшенным гитлеровцами на центр народно-освободительного движения Югославии во время операции «Ход конём». Снова был тяжело ранен и в бессознательном состоянии переправлен в госпиталь, затем в город Бари. Оттуда через Палестину и Иран возвратился домой в конце 1944 года[153].
- Дьяченко Анатолий Игнатьевич, украинец, первый командир легендарного 2-го «русского» батальона, замкомбрига 18-й Словенской ударной Базовицкой бригады и комбриг 1-й Русской бригады. Проявил незаурядные командирские способности. Бывший моряк-старшина, ставший майором НОАЮ, заслужил уважение и доверие как советских, так и словенских партизан. Награждён за отвагу и мужество двумя югославскими орденами «За храбрость», орденом Братства и единства, орденом Партизанской Звезды II-й степени, медалью «За храбрость», а также советским орденом Красного Знамени. Издание «История Второй мировой войны 1939—1945» относит А. И. Дьяченко к национальным героям Югославии[154][145].
- Ергалиев Рамазан (псевдоним Алексей), казах, сержант, погиб 14 марта 1944 года, прикрывая в одиночку огнём своего пулемёта отход партизан Бришско-Бенечского отряда. Посмертно награждён орденом «За храбрость»[К 24][156][157].
- Каюмов Назар Фатониазович, таджик, лейтенант, с декабря 1943 года воевал в Бришско-Бенечском отряде, затем во 2-м батальоне 18-й Словенской Базовицкой бригады. 13 марта 1944 года участвовал вместе с «русским» взводом Бришско-Бенечского отряда в одной из самых успешных акций словенских партизан — нападении на немецкий аэродром возле населённого пункта Бельведере (12 км от Удине)[К 25]. В составе 2-го батальона 18-й Словенской бригады командовал ротой, с января 1945 года — заместитель командира батальона. Был дважды ранен. За боевые заслуги награждён тремя югославскими правительственными наградами[159][160][161].
- Монтыков Николай Алексеевич, калмык, младший лейтенант, командир взвода, «русской» роты, заместитель командира батальона в 1-й Приморско-Горанской бригаде (до 17 мая 1943 года — 6-я Хорватская) 13-й ударной Приморско-Горанской дивизии. За боевые отличия отмечался командованием бригады. Дважды был ранен, один раз тяжело. Поручик НОАЮ Н. А. Монтыков, награждённый двумя югославскими орденами «За храбрость», умер от ран вскоре после войны в сибирской ссылке[33][162][163][164].
- Оранский Пётр Максимович, еврей, капитан, участник двух войн, дважды был тяжело ранен, командир «русского» 4-го батальона 7-й Воеводинской бригады. Под его командованием батальон отличился в боях под Бектежем (Кутьево), за освобождение Илока, Шаренграда и других городов и сёл Воеводины. 26 ноября 1944 года П. М. Оранский вывел своих бойцов в расположение 52-й стрелковой дивизии Красной армии. Он и его товарищи сражались в Венгрии, а День Победы встретили в Австрии. 30 сентября 1945 года уволенному в запас заместителю начальника снабжения 52-й дивизии 57-й армии П. М. Оранскому была вручена медаль «За победу над Германией». Награждён орденом Красного Знамени и югославскими орденами «За заслуги перед народом» и «За храбрость»[165].
- Раисов Бейсен Акимович (псевдоним Борис), казах, сержант. В августе 1942 года был тяжело ранен в боях под городом Калач и попал в плен. В октябре 1943 года, во время пребывания в Северной Италии, бежал из 162-й пехотной дивизии вместе с Сабитом Кулямировым[К 26] к итальянским партизанам. Узнав о присутствии советских людей в рядах словенских партизан, вместе с их связным оба перешли в Бришско-Бенечский отряд, откуда в середине ноябре 1943 года были переведены в «русскую» роту 18-й Словенской Базовицкой бригады. Воевал рядовым бойцом, командиром отделения, взвода. В мае 1944 года был назначен командиром 1-й роты 2-го батальона 18-й Словенской Базовицкой бригады. С февраля 1945 года и до конца войны командовал этим батальоном. В боях был дважды ранен и один раз контужен. В числе первых бойцов бригады был награждён орденом «За храбрость»[168][157].
- Хакимли Джавад Атахалил оглы, азербайджанец, старший лейтенант, командир роты 3-й Словенской ударной бригады, начальник штаба 2-го батальона 18-й Словенской ударной Базовицкой бригады. Награждён орденом «За храбрость»[79].
- Хусанов Зиямат Усманович, узбек, гвардии сержант. В ходе Курской битвы 5 июля 1943 года погибли все бойцы подразделения, оборонявшего «безымянную высоту» у села Дорогобужино Белгородского района. Оставшись в одиночестве, Хусанов до последней возможности отражал атаки немцев огнём из своего пулемёта. Когда немцы окружили его — подорвал себя гранатой. За этот подвиг 22 февраля 1944 года Хусанову было присвоено звание Героя Советского Союза посмертно. Но он не погиб, а раненым был взят в плен. После перехода 15 апреля 1944 года в ряды югославских партизан воевал в Черногории. В одном из боёв был опять тяжело ранен во время выхода из окружения. Товарищи посчитали его убитым, но боец снова выжил. Истекающего кровью Хусанова подобрала крестьянка, после чего партизаны доставили его в госпиталь, а оттуда переправили самолётом в Италию для последующего лечения. По возвращении на родину Хусанов был обвинён в измене. В 1952 году его лишили звания Героя. В 1968 году Хусанов был восстановлен в звании Героя Советского Союза[84][85].

## Неизведанное
Историк Марьян Линаси пишет о неизвестном «русском» подразделении, совершившем нападение на шахту по добыче слюды (нем. Glimmerbergwerk) в Санкт-Леонхарде — Вёльфнице (коммуна Гриффен) в Каринтии вечером 16 октября 1944 года. Отряд просочился в данный район незадолго до акции, его ядро состояло из порядка двадцати бойцов, вооружённых английскими и американскими автоматами. Первоначально подразделение пополнилось освобождёнными остарбайтерами в районе Санкт-Андре, затем 13 октября — военнопленными из лагеря возле Санкт-Филиппен. В результате последующего нападения на шахту из строя было выведено на три месяца одно из двух германских предприятий, обеспечивавших промышленность важным компонентом для производства изоляционных материалов. 17 октября отряд был настигнут и разбит около местности Шпицбауерн-Хоф полицейским подразделением СС. В ходе боя погибли 28 человек (по другим данным, 34 человека). При попытке переправиться через Драву ночью 20 октября отряд был перехвачен айнзацкомандой СС и потерял ещё 18 человек убитыми. После войны останки партизан, погибших у Шпицбауерн-Хофа, были перезахоронены в общей могиле на кладбище в Санкт-Рупрехте, город Фёлькермаркт. Имена партизан не установлены.

## Репатриация
В соответствии с достигнутыми на Ялтинской конференции соглашениями, обязательной репатриации подлежали граждане СССР (в границах 1939 года), оказавшиеся в годы войны за пределами страны. Все они подвергались при возвращении обязательной проверке в соответствии с директивами НКВД — НКГБ — СМЕРШ.
С приходом на территорию Югославии частей Красной армии начался процесс репатриации советских граждан, воевавших в подразделениях НОАЮ. В условиях войны эта задача была не из простых, не все действия планировались заранее. 14 октября 1944 года, во время наступления на Белград, первыми по чистой случайности в контакт с красноармейцами вступили бойцы 3-й «русской» роты 2-го батальона 25-й Бродской ударной бригады. Во время передвижения они натолкнулись на разведывательный взвод красноармейцев. Увидев впереди солдат в касках, командир роты Матвей Жуков развернул бойцов к бою. То же самое сделали и красноармейцы. Вскоре, однако, обе стороны поняли, что перед ними не враг, и контакт состоялся. Встречи советских граждан с красноармейцами были не единичны. В публикациях упоминается факт спонтанного перехода советских граждан в расположение советских войск, который вызвал непонимание югославского командования. Так, в донесении штаба 14-й Сербской бригады от 29 октября 1944 года в штаб 23-й ударной дивизии сообщается о дезертирстве 25 солдат, большинство которых составили бойцы «русской» роты, убывшие в расположение Красной армии без согласования с командованием бригады. Штаб бригады запросил разъяснений: принимать ли в данном случае меры пресечения как по отношению к дезертирам или просто освободить убывших от ответственности? Штаб дивизии в ответном письме обещал проработать этот вопрос. Вместе с тем было подчёркнуто, что «русская» рота является подразделением бригады и впредь следует не допускать никаких отклонений от требований дисциплины.
Донесения штабов югославских частей за октябрь — ноябрь 1944 года содержат многочисленные доклады об отправке советских граждан в расположение компетентных представителей советских войск. Штаб Ибарского партизанского отряда сообщал 23 ноября в Главный штаб НОАиПО Сербии о 158 советских гражданах. 27 ноября 14-я Сербская ударная бригада доложила об убытии «русской» роты численностью 80 человек.
Примеры перехода советских граждан — партизан Югославии в состав Красной армии описаны и в советской историографии. Так, во фронтовых условиях, в ответ на ходатайство командира 68-го стрелкового корпуса генерал-майора Н. Н. Шкодуновича, с санкции командующего 3-м Украинским фронтом Маршала Советского Союза Ф. И. Толбухина и по согласованию с маршалом Тито, личный состав 4-го «русского» батальона 7-й Воеводинской ударной бригады был в краткие сроки передан на укомплектование 52-й Шумлинской Краснознамённой стрелковой дивизии без посылки его в запасной полк. 26 ноября 1944 года 229 бойцов и командиров батальона прибыли в расположение дивизии, и уже 28 ноября бывшие партизаны, теперь уже красноармейцы, приняли военную присягу. Через пять дней они пошли в бой за город Илок. В состав того же 68-го стрелкового корпуса в конце ноября по распоряжению ГШ НОАиПО Сербии была передана 4-я «русская» рота Ибарского партизанского отряда.
В ходе репатриации командование партизанских формирований, состоявших из бывших советских военнопленных и принудительных рабочих, обращалось с просьбами сохранить их в качестве самостоятельных подразделений Красной армии, но эти просьбы не удовлетворялись.
Процесс перехода в РККА отражён в штабной переписке хорватских партизан. Депеша Главного штаба НОАиПО Хорватии от 14 декабря 1944 года содержит указание штабу 6-го корпуса «проинформировать русских (граждан СССР) во вверенных подразделениях о том, что вопрос об их репатриации поставлен перед командованием Красной армии и будет решён по согласованию с советской стороной». К концу декабря решение было принято. В отчёте штаба 12-й дивизии в штаб 6-го корпуса о боевых действиях в районе села Леваньска-Варош, датированном 29 декабря 1944 года, сообщается об отправке 3-й «русской» роты 3-го батальона Осиекской бригады в полном составе (61 боец) через село Лонджица на Вировитицкий плацдарм в распоряжение Красной армии. Доклад содержит ссылку на сведения гражданских лиц, подтверждающих прохождение роты через Кутьево на Ораховицу. В документе имеются данные о составе вооружения советских бойцов: 4 пулемёта, 1 лёгкий миномёт, один лёгкий пулемёт, 4 автомата, 35 винтовок, 37 гранат, 2700 винтовочных патронов, 3500 пулемётных патронов, 370 автоматных патронов.
Переход советских граждан из подразделений 6-го корпуса осуществлялся в сложной военной обстановке боёв за Вировитицкий плацдарм. Условия того времени отражает документ штабной переписки 40-й Славонской дивизии. Из донесения 18-й Славонской бригады в штаб дивизии от 3 января 1945 года стало известно, что «русская» рота 3-го батальона Осиекской ударной бригады по ходу следования в пункт назначения была временно придана для усиления 3-му батальону 18-й Славонской ударной бригады. 3 января 1945 года рота приняла участие в контрударе 32-й, 33-й и 40-й дивизий на западном секторе обороны Вировитицкого плацдарма. В ходе двухчасового ожесточённого ночного боя советские бойцы вместе с 3-м батальоном 18-й бригады с третьей атаки взяли высоту в районе южнее посёлка Голо-Брдо и отбросили подразделения немецкой 1-й казачьей дивизии СС к селу Шпишич-Буковица.
13 января 1945 года штаб 3-й армии НОАЮ адресовал 6-му и 10-му корпусам приказ следующего содержания:

Согласно договору с представителями Красной армии Вам поручается собрать всех советских граждан, независимо от того, кто, когда и как вступил в народно-освободительную армию.
Поручите вверенным подразделениям провести ревизию данных о личном составе, выделите тех, кого касается этот приказ, и соберите этих людей в штабе дивизии или корпуса для дальнейшей организованной отправки в расположение компетентного советского командования.
На каждого бойца комиссары батальонов должны подать комиссару бригады по возможности всестороннюю характеристику. В отношении каждого отправляемого предоставьте следующую информацию: № 1 и 2 — фамилия, отчество и имя, 3 — год рождения, 4 — гражданство, 5 — когда попал в плен и где, 6 — когда присоединился к партизанам и как, 7 — краткая характеристика за время пребывания в НОАЮ, 8 — примечание.
Сбор и отправку указанных лиц начать немедленно.
Вышеупомянутые граждане Советского Союза должны быть отправлены военными и гражданскими учреждениями в срок до 25 января 1945 года в село Цабуна, расположенное между населёнными пунктами Слатина и Сухополе. Указанным лицам надлежит выдать сухой паек на 3 дня. Личное оружие сдать, за исключением пистолетов.

В течение января 1945 года в Вировитицу, где располагался штаб одной из частей 233-й Кременчугско-Знаменской стрелковой дивизии РККА, прибыли несколько групп советских бойцов. Остальные из-за сложной военной обстановки продолжали сражаться на хорватской земле.
Часть советских бойцов Югославской армии получила возможность возвратиться в СССР только по окончании войны. Так, лишь после окончания боёв за Триест завершил своё пребывание в составе 9-го Словенского корпуса «русский» 2-й батальон 18-й Словенской ударной Базовицкой бригады. 3 мая 1945 года в бригаду поступил приказ из штаба 30-й Словенской дивизии, требующий срочно отправить батальон вместе со всеми советскими гражданами из роты тяжёлого оружия бригады под командой замкомбрига А. И. Дьяченко в населённый пункт Шемпас (община Нова-Горица). Приказ был инициирован советской военной миссией при штабе 9-го корпуса. В Шемпасе, с целью обеспечения организованной отправки на родину советских бойцов 7-го и 9-го корпусов, на базе 2-го батальона была сформирована 1-я Русская ударная бригада под командованием А. И. Дьяченко. К 15 мая бригада насчитывала около 600 человек. В течение мая сборы в Шемпасе были завершены и бригада отправилась через Любляну и Белград в СССР.

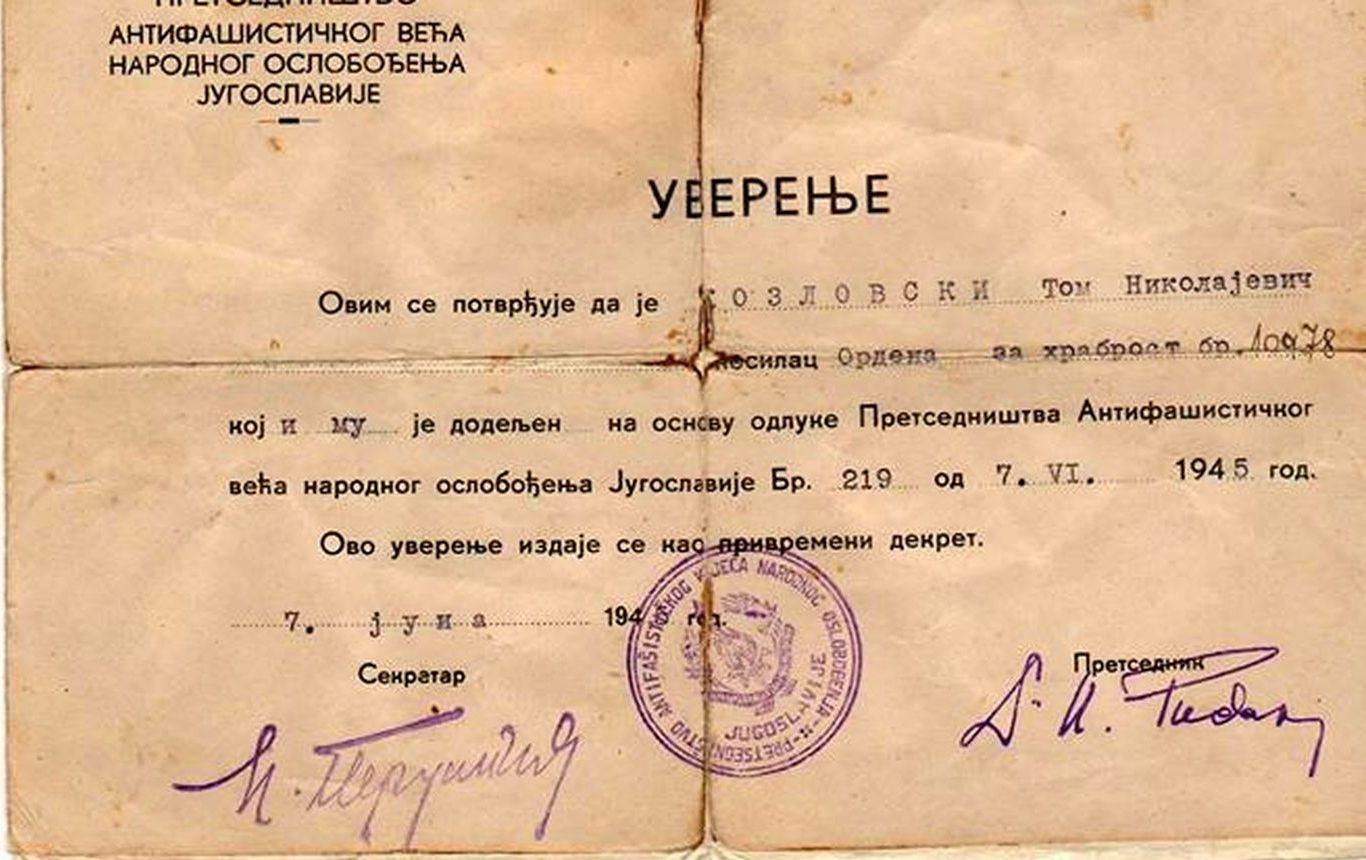
Свидетельство о награждении заместителя командира 2-го «русского» батальона 18-й Словенской Базовицкой бригады Бруно Николаевича Козловского (партизанский псевдоним Том) орденом «За храбрость» по решению Президиума АВНОЮ от 7 июня 1945 года

7 июня 1945 года по представлению маршала Иосипа Броза Тито Председатель Президиума Антифашистского веча народного освобождения Югославии (АВНОЮ) Иван Рибар подписал постановление о награждении 219 граждан СССР орденами и медалями «За храбрость», а 17 июня он же в Белграде вручил награды 232 бойцам 1-й Русской бригады. Здесь же около 60 человек были призваны в ряды Красной армии. Остальные бойцы бригады отправились на родину через Софию, Бухарест и Одессу. Конечной точкой маршрута была Москва (Подмосковье).
Из обнародованных на портале «Память народа» документов известно, что расформирование 1-й Русской бригады проводилось в июне 1945 года на армейском сборно-пересыльном пункте НКО № 55. Согласно сведениям историка В. Н. Казака, списочная численность бригады в конце июня составляла 416 человек (ещё около 90 человек находились в это время в различных госпиталях). 
Возвращение на родину участников партизанской войны в оккупированной Европе, включая Югославию, было отмечено противостоянием с советским государством. Историк Марина Росси пишет, что «политическая полиция СССР» (в годы войны – НКВД, сразу после – КГБ) собирала информацию об их военной биографии, особенно лиц, служивших в коллаборационистских формированиях. Росси обращает внимание, что Жиляев в заключительной части своего военного дневника (опубликован в Словении в 2004 году ограниченным тиражом) сообщает некоторые сведения о послевоенном периоде, однако его информация изложена сдержанно из-за боязни КГБ, который продолжал контролировать ветерана до самого краха советской системы, несмотря на проявленную им в борьбе с оккупантами доблесть. 
Спецпроверка репатриантов из числа 1-й Русской бригады осуществлялась в проверочно-фильтрационном лагере (ПФЛ) НКВД № 174 (Подольск). Условия проверки в ПФЛ описаны в историографии. Проверяемые содержались на положении заключённых, снабжались по нормам ГУЛАГа и привлекались во время пребывания в лагере к труду на стройках и промышленных предприятиях. В материалах Комиссии по реабилитации жертв политических репрессий сообщается: «Унижения, голод, болезни, антисанитарные условия показывали им, что они виновны, а степень их вины и меры наказания будут разбирать карательные органы. На их глазах почти каждого десятого отправляли либо в лагерь, либо на спецпоселение. После возвращения к постоянному месту жительства также следовали аресты и жёсткие приговоры, беспрестанные вызовы в органы МГБ для выяснения каких-либо обстоятельств пребывания в плену или на работе в Германии. Всё это держало в напряжении вернувшихся домой, воспитывая в них страх».
Репрессивные меры в отношении репатриантов не заканчивались пребыванием в ПФЛ. Тех, кого «передавали в РККА», могли отправить как в действующую армию, так и передать в состав «рабочих батальонов» или направить для дальнейшей проверки в специальные запасные воинские части, где содержание и режим работы не отличались от условий содержания в проверочно-фильтрационных лагерях НКВД.
И. В. Говоров, исследовавший проблемы репатриации граждан СССР во время и после окончания Второй мировой войны, сообщает об освобождении от отправки на спецпоселение лиц, служивших в немецкой армии, которые не участвовали в боевых действиях против Красной армии и партизанских отрядов и добровольно перешли на сторону Красной армии и партизанских формирований. Русскоязычная историография содержит отдельные сведения о практике применения этой нормы в отношении участников народно-освободительной войны в Югославии. К примеру, начальник штаба 2-го батальона 18-й Словенской ударной Базовицкой бригады Джавад Акимов (Хакимли), раненный в боях за Опичину во время освобождения Триеста и награждённый 7 июня 1945 года орденом «За храбрость», после возвращения в СССР не избежал, по оценке Марины Росси, «принудительного интернирования в Азии». Однако это было не спецпоселение — официально он проходил проверку в ПФЛ № 174 и 12-й запасной стрелковой дивизии (ст. Алкино-2, Башкирия): работал на лесозаготовках в Коми АССР. Демобилизован в декабре 1946 года. Григорий Жиляев также писал, что по прибытии в СССР многие бывшие партизаны оказались в спецлагерях в Сибири. Марина Росси приводит примеры наказания бывших партизан, но отмечает, что многие участники Словенского и Итальянского Сопротивления, которые до прихода в ряды партизан служили в коллаборационистских формированиях, избежали наказания и, получив соответствующие свидетельства о государственной проверке, сумели вернуться к нормальной мирной жизни.

## Послевоенное время
В конце июля 1945 года был издан приказ НКВД СССР «Об объявлении инструкции о порядке учёта и регистрации репатриированных советских граждан». Согласно этому документу, все репатрианты — военнопленные и гражданские лица — рассматривались как враги государства.
Историк Гульжаухар Кокебаева пишет: «Все прибывшие репатрианты ставились на оперативный учёт в органах НКВД. В местные органы безопасности передавался материал для агентурной разработки и дальнейшего поиска на репатриированных компрометирующих данных. По материалам агентурной разработки следовал новый арест и передача репатрианта следственным органам». На прошедших специальную проверку в местных органах МГБ заводились досье с документами фильтрации, агентурными материалами и материалами допросов, а также учётные карточки. Стоявшие на учёте лица не могли покидать места жительства без санкции органа госбезопасности. Репатрианты подвергались ограничениям на профессию, получение образования, участие в общественной деятельности, выбор места жительства и передвижения. В период 1948—1949 годов происходила вторая волна репрессий против бывших репатриантов.

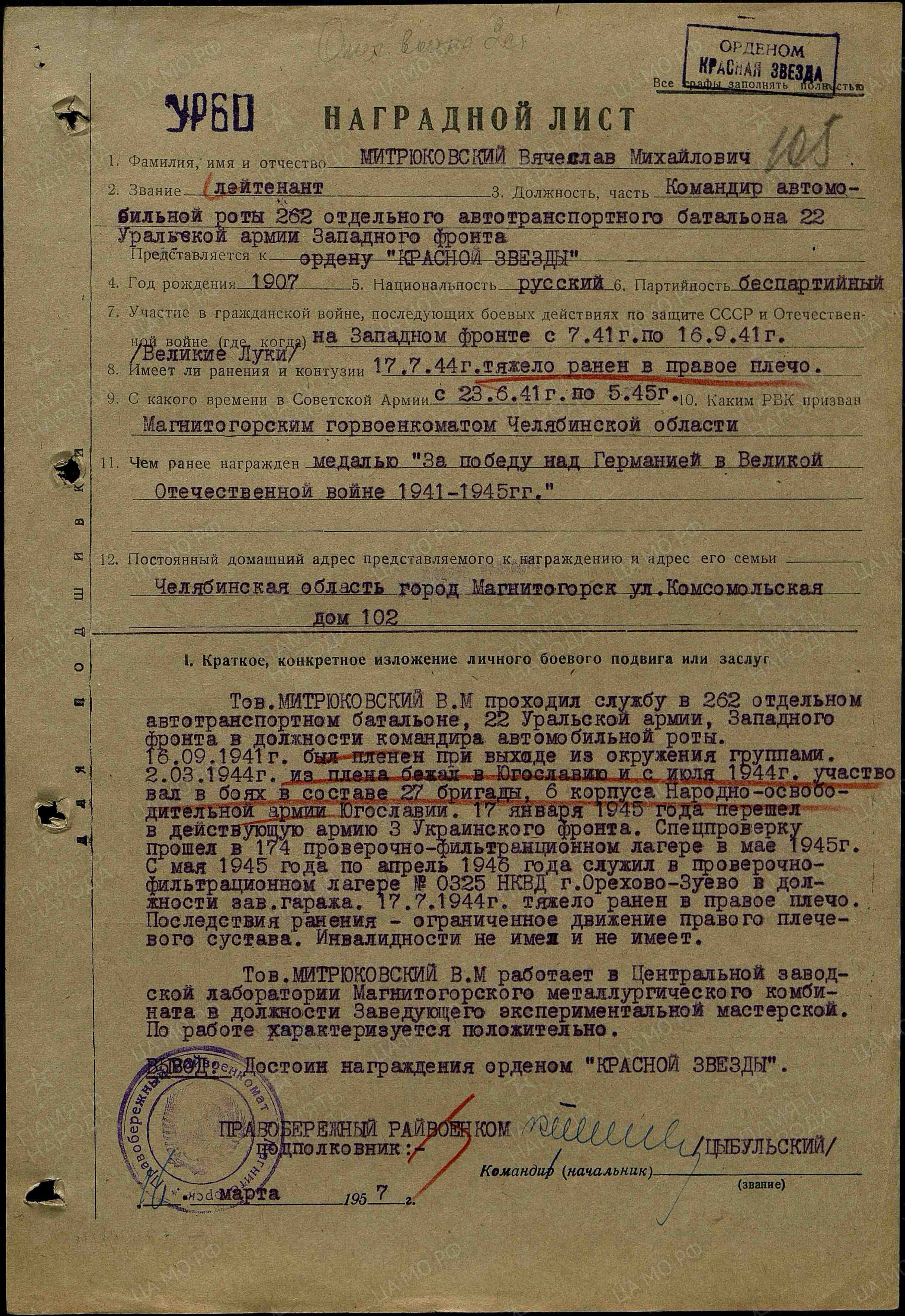
Наградной лист на ветерана Осиекской ударной бригады Вячеслава Михайловича Митрюковского, представленного к ордену Красной Звезды в 1957 году

В СССР изучение участия советских граждан в европейском Сопротивлении, а также процесс их реабилитации и общественного признания, начался после 1956 года. Во второй половине 1950-х и в 1960-е годы большое число бывших партизан были награждены орденами и медалями.
Вместе с тем в СССР на бывших советских партизан Югославии не распространялись права участников войны. В декабре 1982 года Союз ветеранов Словении направил в Москву прежнего политического комиссара 18-й Словенской ударной Базовицкой бригады Франца Чрнугеля с задачей разобраться на месте в положении его соратников. По результатам встреч с Григорием Жиляевым от 24 и 25 декабря 1982 года, Чрнугелем была составлена записка, заверенная в нотариальном порядке. Согласно её содержанию, Жиляев сообщил, что Комитет ветеранов войны СССР не делает ничего для тех, кто участвовал в освободительном движении за пределами Советского Союза и обратился за помощью к СФРЮ и Словении за содействием в урегулировании вопроса об их статусе участников боевых действий, а также в получении бывшими партизанами прав, положенных ветеранам в СССР. Обращение включало просьбу к видным командирам 9-го Словенского корпуса написать и передать личные заявления-свидетельства о раненых и погибших партизанах. Чрнугель был проинформирован о том, что 50 человек из состава батальона по возвращении на родину предстали перед судом, были осуждены и отбыли наказания.

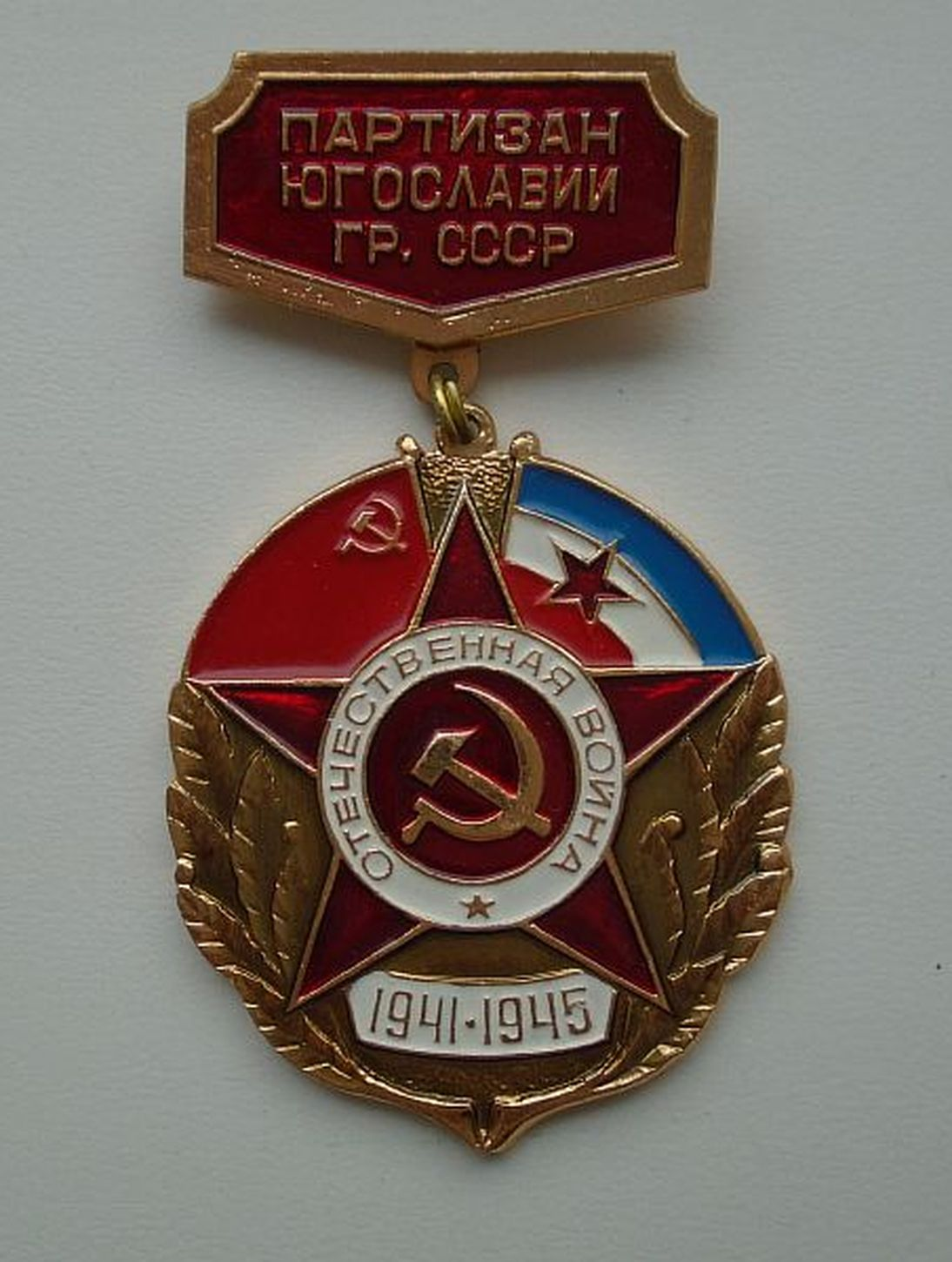
Памятный знак «Партизан Югославии — гражданин СССР»

Выразить признание советским партизанам Югославии решили в 1990 году. Всесоюзный совет ветеранов войны и труда учредил в ознаменование 45-летия Победы над нацистской Германией нагрудный памятный знак «Партизан Югославии — гражданин СССР» для активных участников народно-освободительной войны. Вручать знак надлежало 9 мая. Из-за финансовых трудностей было выпущено всего 200 знаков.

## Память
Ветеран 2-го «русского» батальона 18-й Словенской Базовицкой бригады Григорий Александрович Жиляев вёл во время войны подробный дневник боевых действий своего подразделения. Эти военные записи послужили основой изданной им в 1957 году в Баку книги «Записки партизана». По определению Михаила Талалая, текст книги отмечен «избыточной патетикой». Историк считает: «Скорей всего, она принадлежала не самому Жиляеву, а редакторам его текста, который был представлен советским читателям как „литературно обработанный дневник“». Впоследствии свои записки Жиляев передал в Архив Института истории рабочего движения Словении. В 2004 году дневник был издан на словенском языке книгой под названием «Kaj nas je povezovalo? Zapisi 1943—1945» (Что нас объединяло? Записки 1943—1945). В 1962 году в СССР появился сборник «О чём не говорилось в сводках», составленный по воспоминаниям советских участников партизанской войны в Югославии.
В 1965 году в журнале «Советское славяноведение» была опубликована статья историка В. В. Зеленина «Участие советских людей в народно-освободительной войне Югославии». Череду публикаций о советских партизанах продолжила изданная в Киеве в 1968 году книга трёх украинских историков — В. Клокова, А. Кудрицкого и И. Бречака — «Далеко від Батьківщини: українці в антифашистській боротьбі народів Європи». Тема участия граждан СССР в народно-освободительной войне Югославии отражена историком М. И. Семирягой в книге «Советские люди в европейском сопротивлении», вышедшей в свет в издании «Наука» в 1970 году.
1970-е годы явили читателям серию новых публикаций о партизанах Югославии — гражданах СССР. В 1972 году в журнале «Советское славяноведение» напечатали статью историка Т. С. Бушуевой «„Русские“ роты и батальоны в Народно-освободительной армии Югославии». В 1973 году в издательстве «Наука» выпустили книгу воспоминаний, документов и материалов под редакцией Бушуевой «Советские люди в освободительной борьбе югославского народа: 1941—1945 гг.». В 1974 году во Львове издательство «Вища школа» напечатало статью историка В. Н. Казака «Радянські громадяни — бійці НВАЮ в Хорватії, Боснії та Герцеговині (1942—1945 рр.)». В 1975 году издательство «Мысль» опубликовало книгу В. Н. Казака «Побратимы. Советские люди в антифашистской борьбе народов балканских стран 1941—1945», а журнал «Вопросы истории» — его статью «Комиссары в партизанских формированиях советских граждан на Балканах».
Югославские военные историки Никола Анич, Секула Йоксимович и Мирко Гутич рассказали о созданных из числа граждан СССР формированиях Народно-освободительной армии в книге «Narodno oslobodilačka vojska Jogoslavije. Pregled Razvoja Oruzanih Snaga Narodnooslobodilnackog pokreta 1941—1945», изданной Военно-историческим институтом Белграда в 1982 году.
В 2014 году в Италии опубликовали монографию профессора Университета города Триест Марины Росси «Soldati dell’Armata rossa al confine orientale 1941—1945» (Солдаты Красной армии на восточной границе 1941—1945). Историк спользовала в ней словенский, более «трезвый» текст перевода дневника Жиляева. Книга Росси была издана в 2023 году издательством «Алетейя» в переводе и под научной редакцией Михаила Талалая с названием «Советские партизаны и освобождение Италии».

### Комментарии
1. ↑  В НОАЮ было принято единое название  бойцов — партизаны[1].
2. ↑  НОАЮ пополнялась вплоть до конца войны советскими гражданами, бежавшими из нацистских лагерей и других мест содержания на территории Югославии, Австрии, Италии, Албании и Греции[2].
3. ↑  Бандура Иван Васильевич, младший лейтенант, 1914 года рождения, уроженец села Новая Басань. По распоряжению Верховного Главнокомандующего НОАЮ И. Броза Тито был направлен в Славонский корпус (с октября 1943 года — 6-й Славонский), который действовал в Хорватии. По сведениям югославского историка Ивана Очака (сербохорв.  Očak, Ivan), Иван Бандура воевал в Славонии командиром Посавского батальона, погиб осенью 1944 года вскоре после освобождения Белграда в бою с немецкими танками. В электронной базе данных портала «Память народа» значится пропавшим без вести. Наряду с этим Иван Бандура числится в списке погибших бойцов Осиекской ударной бригады. В НОАЮ наименование «Посавский батальон» имел 1-й Посавский ударный батальон, сформированный летом 1943 года в составе Славонского корпуса для борьбы с четниками. 26 октября 1943 года батальон влился в состав новосформированной 1-й Чехословацкой бригады 6-го Славонского корпуса. 1 марта 1944 года передан на формирование Осиекской бригады[17][18][19][20][21].
4. ↑  Гвоздик Даниил Павлович, лейтенант, 1912 года рождения, уроженец села Ребедайловка Каменского района Кировоградской области. По распоряжению И. Броза Тито был направлен в состав 12-й Славонской ударной бригады, затем работал при Верховном штабе НОАЮ. В мае 1944 года участвовал в боях против немецкого десанта на город Дрвар, после этого воевал в составе 11-й Далматинской бригады, был ранен и контужен. В марте 1945 года поступил в распоряжение РККА [22][23].
5. ↑  Кухаренко Семён Михайлович, политрук, 1914 года рождения, уроженец села Елино Щорского района Черниговской области. По распоряжению И. Броза Тито был направлен в 1-ю Пролетарскую дивизию. Затем работал в политическом отделе 9-й дивизии (по другим данным был членом политотдела 10-й ударной дивизии[24]). После прибытия в распоряжение РККА работал в комиссии по репатриации[22][25].
6. ↑  Лепёшкин Владимир Васильевич, воентехник I ранга, 1910 года рождения, уроженец города Житомир. По распоряжению И. Броза Тито был направлен в Далмацию. Погиб в боях за освобождение Югославии[22][26].
7. ↑  Фостик Николай Герасимович, ст. лейтенант, 1911 года рождения, уроженец с. Железное Горловского района Сталинской области. По распоряжению И. Броза Тито был направлен в 1-й Боснийский корпус. Воевал в 6-й Пролетарской Восточно-Боснийской бригаде[серб.], был ранен, но снова стал в строй. В октябре 1943 года направлен пропагандистом в 16-ю Мусульманскую бригаду. Затем был переведён инструктором в 15-ю Маевицкую бригаду[серб.]. После войны жил в городе Дзержинск[22][27].
8. ↑  Исследователь из Элисты Николай Манджиев, ссылаясь на воспоминания выживших участников событий, излагает побег группы Монтыкова так: «Приготовились, сказали друг другу „Зюркян батлж авхмн“ (укрепим свои сердца). В калмыцком бараке было 12 человек, в „караулке“ — 17 немцев. Зарезали немцев… Шла война, а это были её будни. Завладели оружием. Оставались охранники на вышках, у ворот дежурили пулемётчики. Монтыков уничтожил их гранатами. В течение нескольких минут все было кончено. Но раненый охранник открыл огонь и убил Тугульчи Эрдниева. Из ручного пулемёта покончил с эсэсовцем Монтыков. На заре прилегли в роще, в сумерках зашли в дом. По знаку на одежде — SU (нем. Sowjetunion) — хозяин дома, старик, поверил им. Слух о дерзком побеге советских солдат уже гулял среди местного населения. Потом старик в лесу передал их двум патрульным итальянского партизанского отряда. — Из России, надо доставить к партизанам. Те привели в деревню. Беглецов окружили югославы: Русские? Бежали из плена? — гостеприимно расспрашивали они»[33].
9. ↑  «Черкесы» (сербохорв. Čerkezi) — условное имя нарицательное с чётко выраженной отрицательной коннотацией, которым в Югославии называли казаков, туркестанских и кавказских добровольцев вермахта[34].
10. ↑  Наряду с этим в донесении Гореньского партизанского отряда в Гореньский обком партии сообщалось, что партизаны также захватили расположенный при заводе лагерь французских военнопленных и хотели их освободить, но французы от помощи словенцев отказались. Не подействовали ни разъяснения целей народно-освободительной войны, ни предложения переправить освобождённых через Италию во Францию, ни попытки пристыдить их за отказ последовать призывам партизан. В итоге словенцы решили, что «это были одни буржуи». В их чемоданах были обнаружены целые запасы продуктов — помощь от Международного Красного Креста, «как в магазине деликатесов. Шоколад, рыбные консервы, паштеты, гуляш, банки с овощами, печенье и всё хорошее, с этикетками со всего мира — США, Лондон, Аргентина, Испания, Каир, Португалия и т. д». Видя возмущение голодных русских, партизаны распорядились «всё хорошее конфисковать и распределить между словенцами и русскими». Согласно тексту отчёта, командованию отряда «не стыдно признаться, что на их глаза навернулись слёзы, когда они увидели, как русские схватили шоколад дрожащими и натруженными руками»[44].
11. ↑  В ночь с 24 на 25 февраля 1944 года 3-й батальон 5-й Далматинской бригады 19-й Cеверо-Далматинской дивизии совершил нападение на подразделения немецкой 1-й горной дивизии и четников в населённом пункте Добросело, где содержались советские военнопленные, и освободил из плена 31 красноармейца[48].
12. ↑  3 ноября 1943 года путём слияния Горицкой бригады и бригады «Иван Градник» была сформирована 3-я Словенская ударная бригада «Иван Градник». К началу марта 1944 года в её составе была образована «русская рота» численностью 32 бойца[61].
13. ↑  В рядах партизан Италии и Словении военнослужащих 162-й (тюркской) пехотной дивизии и восточных легионов вермахта — кавказцев, туркестанцев, выходцев из советской Азии — называли монголами. Историк Михаил Талалай отмечает, что «монголы», переходившие к партизанам, становились «русскими», а то даже и «советскими», что «подчёркивало их новую роль соучастников советской армии, которая победоносно двигалась к Берлину»[65].
14. ↑  Кроме К. Искандерова, в ходе боя на сторону партизан перешли азербайджанцы Джаббар Алиев, Гуламгусейн Алиев, Новруз Новрузов, Мирзаджан Мирзаджанов, Байрам Азизов, Мамед Садуллаев, узбеки Гусейн-Хан «Саша» Захиров, Якуб Давидов, хакас Михаил Аршанов и другие[67].
15. ↑  По состоянию на 14 августа 1944 года, в составе Западно-Каринтийского партизанского отряда (словен. Zapadnokoruški odred) числилось 22 гражданина СССР, бывших военнослужащих полицейских подразделений СС[72].
16. ↑  Историк Николай Дембицкий[укр.] пишет: «Основными мотивами, повлиявшими на решение военнопленных служить в немецких формированиях, были спасение от голода и зверств, чинимых немцами в лагерях, страх быть расстрелянными, а некоторые лелеяли надежду при первой возможности сбежать к партизанам или перейти линию фронта, что часто и происходило… Нельзя и отрицать тот факт, что часть военнопленных, особенно перебежчиков, служили немцам по убеждению»[75].
17. ↑  Хакимли Джавад Атахалил оглы, в документах военного времени и публикациях значится как Акимов Джавад Атахалилович[76][77][78][79].
18. ↑  Штурмовые (также ударные) батальоны формировались на добровольной основе из молодых, хорошо подготовленных, идейных и положительно проявивших себя бойцов. Из-за нехватки подходящих людей, вооружения и снаряжения, ГШ НОАиПО Словении пришлось ограничиться штурмовыми / ударными ротами. Первые штурмовые роты были созданы в 7-м корпусе в конце ноября 1944 года, сначала в 18-й дивизии, затем в 15-й, после этого их переименовали в штурмовые батальоны. Штурмовой батальон 18-й дивизии также назывался специальным. Согласно сведениям военного историка генерал-майора Ладо Амброжича, начальник Главного штаба Франц Розман лично был очень заинтересован в создании ударных рот и  штурмовых батальонов и уделял особое внимание их вооружению автоматическим оружием. Штурмовая рота должна была состоять из 91 партизана и иметь на вооружении 71 автомат, 6 пулемётов и 11 пистолетов[89].
19. ↑  Подготовленная Мехти Гусейнзаде и его товарищем Мирдаматом Сеидовым листовка — воззвание была отпечатана в типографии 31-й Словенской дивизии в количестве 500 экземпляров и доставлена в марте агитаторам через курьеров П-15. Во время рейда 3-й Словенской бригады в район гор Церклянско-Хрибовье листовки распространялись среди дислоцированных там подразделений 162-й пехотной дивизии. По распоряжению штаба 9-го корпуса, командование 30-й и 31-й дивизий назначили по одной боевой части, которые принимали в свой состав перебежчиков: 3-ю и 18-ю словенские бригады. В начале марта 1944 года 3-я Словенская бригада действовала в Церклянском регионе и не могла принимать перебежчиков. В этот период Михайло через связных П-15 и П-13 поддерживал связь с Южно-Приморским партизанским отрядом, который принимал пополнение, впоследствии направлявшееся в 18-ю Словенскую Базовицкую бригаду[95][92].
20. ↑  Пережитое на пути в партизаны отражено в материалах протокола допроса перебежчика из 162-й пехотной дивизии, проведённого в разведывательном центре 9-го корпуса НОАЮ 11 мая 1944 года. В них изложена история Гильмана Шуханова, казаха, жителя Сталинградской области. В сентябре 1941 года его часть была взята немецкими войсками в плен под Киевом. Отсюда попал в лагерь военнопленных в город Хорол — т. н. «Хорольскую яму». Рацион питания здесь включал: утром похлёбку с небольшим количеством муки, вечером то же самое плюс 200 г чёрного хлеба. Пленных принуждали работать на погрузке вагонов. Вскоре две трети узников умерли. Оставшихся перевезли в Нойхаммер. После психологической обработки был включён в состав формируемой 162-й дивизии в качестве конюха. Осенью 1943 года их переместили в Италию, оттуда его батальон перевели в Пазин. Однажды в расположении подразделения были распространены листовки с призывами переходить на сторону партизан. На следующий день всех перебросили в район Ливорно на строительство оборонительных сооружений. Жили в бараках у побережья в посёлке Чечина-Маре в 30 км от Ливорно. Работали по 18 часов в сутки. Через день получали отдых продолжительностью 4 часа. 17 апреля 1944 года Шуханов бежал из части. Его дважды ловили итальянские фашисты, но он всякий раз уходил от них. У села Гора (предположительно Стара-Гора вблизи Нова-Горицы) севернее дороги Горица — Айдовшчина его встретил патруль 18-й Словенской бригады. Штаб 30-й дивизии, как было принято, отправил Шуханова в разведцентр 9-го корпуса[102].
21. ↑  П. Н. Крикунов пишет, что в ходе войны на сторону партизан НОАЮ перешли несколько казачьих офицеров и унтер-офицеров 1-й казачьей дивизии. «Наиболее громким событием стал переход к партизанам командира взвода 5-го Донского полка — сотника Аксюка вместе со своим подразделением»[110].
22. ↑  Историк Татьяна Бушуева отмечает трудность определения общего количества таких формирований не только отсутствием необходимых источников, но и их различной численностью в разные периоды войны. Соответственно, в опубликованных ею работах приведены разные данные общей численности рот и батальонов : 29 — в статье «„Русские“ роты и батальоны в Народно-освободительной армии Югославии» и 31 — в книге «Советские люди в освободительной борьбе югославского народа: 1941—1945 гг. Воспоминания, документы и материалы»[112][113].
23. ↑  Историк В. Н. Казак приводит численность около 6100 человек, Институт национальной памяти — более 8 тысяч человек[125].
24. ↑  Согласно донесению штаба Бришско-Бенечского партизанского отряда в штаб 9-го корпуса НОАЮ от 15 марта 1944 года, ранним утром 14 марта, в отсутствие основных сил 2-го батальона вышеназванного отряда, его лагерь в горах над селом Брегинь (община Кобарид) был внезапно атакован немцами силами до 200 человек. В лагере в это время находились по большей части новомобилизованные и невооружённые лица. Боец-пулемётчик «русского» взвода Алексей (Рамазан Ергалиев) остался прикрывать отход партизан и погиб смертью героя. Вместе с тем новомобилизованные не захотели исполнять команду к отступлению и, дождавшись приближения немецких солдат, сдались в плен. Немцы, однако, всех их расстреляли. О данном происшествии поведал партизанам раненый, но выживший участник этих событий[155].
25. ↑  В ночь с 12 на 13 марта 1944 года группа бойцов 2-го батальона Бришско-Бенечского партизанского отряда численностью 60 человек совершила налёт на немецкий временный аэродром возле населённого пункта Бельведере (Campo di Fortuna Belvedere), расположенный на расстоянии 12 км к северо-востоку от Удине. В ходе акции были уничтожены 9 самолётов, в том числе 3 истребителя Messerschmitt Bf.109, 3 разведывательных самолёта «Шторьх», 2 разведывательных самолёта «Фокке-Вульф», склад с боеприпасами и барак с личным составом аэродрома[158].
26. ↑  Сабит Кулямиров (партизанский псевдоним Сергей), 1914 года рождения, казах, мл. политрук, первый комиссар 2-го «русского» батальона 18-й Словенской Базовицкой бригады. Погиб 19 февраля 1944 года в бою с эсэсовцами у села Край[166][167].
27. ↑  Согласно документальным материалам Архива Республики Словения, из числа 219 человек, награждённых 7 июня 1945 года орденами и медалями «За храбрость», почти все были представителями 2-го «русского» батальона 18-й Словенской бригады[195].
28. ↑  Воспоминания партизана Югославии И. П. Назаренко о спецпроверке изложил Владимир Огнев: «После предварительной проверки всех распределили по разным местам. Меня — в город Сегед, опять в лагерь для перемещённых… Сформировали эшелон и к осени доставили на шахту «Восточная». Там объявили, что мы здесь будем работать в «особом батальоне № 13 (13 — ОРБ), где и продолжалась проверка наших личностей, а зимой 1946 года меня вызвали в особый отдел… Далее – обыск, унижения, погрузка в открытые грузовые машины, лютый холод ночных «дознаний»… «Вскоре меня вызвали на допрос к генералу КГБ. Там уже были мои вещи и на столе — мой бумажник, абсолютно пустой. В нём уже не было ни партизанских документов, ни записной книжки с адресами товарищей-югославов». Как пишет Огнев, «Назаренко, в конце концов, вышел, вернулся в родной город Лисичанск. Но попытки восстановить былые связи с Югославией не увенчались успехом. А о его героической борьбе с фашизмом пришлось забыть. За ним тянулась глухая стена подозрений и недомолвок»[42].

### Книги
- Алексеева П. Э. О людях и времени. — Элиста: КИГИ РАН, 2010. — 176 с.
- Алиева Р. М. Азербайджанцы в европейском движении сопротивления. — Баку: Ветен, 2005. — 243 с.
- Советские люди в освободительной борьбе югославского народа: 1941-1945 гг. Воспоминания, документы и материалы / Бушуева Т. С. (составитель). — М.: Наука, 1973. — 207 с.
- Советские военнопленные во время Второй мировой войны на польских землях: сборник статей / Я. Войтковяк (научный редактор),. — СПб.: Алетейя, 2018. — 196 с. — ISBN 978-5-906980-42-7.
- Дробязко С., Романько О., Семёнов К. Иностранные формирования Третьего рейха. — М.: АСТ, 2011. — 832 с. — ISBN 978-5-17-070068-4.
- История Второй мировой войны 1939—1945 / Институт военной истории Министерства обороны СССР; Институт марксизма-ленинизма при ЦК КПСС; Институт всеобщей истории Академии Наук СССР. Институт истории СССР Академии наук СССР. Главная редакционная комиссия: А. А. Гречко (председатель) и др. — М.: Воениздат, 1978. — Т. 9. — 574 с.
- Казак В. Н. Побратимы. Советские люди в антифашистской борьбе народов балканских стран 1941—1945. — М.: Мысль, 1975. — 176 с.
- О чём не говорилось в сводках / Куликов И. Н.. — М.: Госполитиздат, 1962.
- Пилько Н. С. Словения в годы оккупации (1941-1945 гг.) // История Словении / И. В. Чуркина (отв. ред.). — СПб.: Алетейя, 2011. — С. 329—380. — 480 с.
- Кичиков М. Л. Во имя победы над фашизмом. — Элиста: Калмыцкое книжное издательство, 1970.
- Крикунов, П. Казаки. Между Гитлером и Сталиным. — М.: Яуза, Эксмо, 2005.
- Иванов Н. С. (сост.). Советские люди в европейском сопротивлении : воспоминания и документы / Комолова Н. П.. — М.: Институт всеобщей истории АН СССР, 1991. — Т. 1. — 254 с. — ISBN 5-201-00407-5.
- Магомедов, Абдулла. Буйнакцы на фронтах Великой Отечественной войны 1941–1945 гг.. — Array Литагент «Эпоха», 2008.
- В едином порыве / Нечаев, Г. А.. — Москва: ДОСААФ, 1971.
- Побочный В. И.; Антонова Л. А. Курская великая битва (01.08.1943–22.09.1943), часть 2. — 2015.
- Росси, Марина. Советские партизаны и освобождение Италии / Талалай, М. Г. (перевод и научная редакция). — СПб.: «Алетейя», 2023. — 216 с. — ISBN 978-5-00165-628-9.
- Семиряга М. И. Советские люди в европейском сопротивлении. — М.: Наука, 1970.
- Талалай Михаил. Русские участники Итальянской войны 1943—1945 : партизаны, казаки, легионеры. — М.: ООО «Старая Басманная», 2015. — 409 с. — ISBN 978-5-906-47040-9.
- Тимофеев А. Ю. Русский фактор. Вторая мировая война в Югославии. 1941—1945. — М.: Вече, 2010. — 400 с. — ISBN 978-5-9533-4565-1.
- Ambrožič, Lado. Petnajsta divizija (словенск.). — Ljubljana: Borec, 1983.
- Anić, Nikola; Joksimović, Sekula; Gutić, Mirko. Narodno oslobodilačka vojska Jogoslavije. Pregled Razvoja Oruzanih Snaga Narodnooslobodilnackog pokreta 1941—1945 / Uroš   KOSTIĆ. — Beograd: Vojnoistorijski institut, 1982.
- Bavec-Branko, Franjo. Bazoviška brigada. — Ljubljana: Odbor Bazoviške brigade, «Partizanska knjiga», 1970.
- Cvetković, Zdravko B. Osječka udarna brigada. — Beograd: Vojnoizdavački zavod, 1981. — 257 с.
- Зечевић, Миодраг. III. Псеудоними и шифре за командно особље, сараднике и војне јединице коришћени у организацији четничког покрета1941-1945. године // Документа са суђења равногорском покрету 10. јун - 15. јули 1946. (серб.). — Београд: СУБНОР Југославије, 2001.
- Ferenc, Tone. Kapitulacija Italije in narodnoosvobodilna borba v Sloveniji jeseni 1943. — Maribor: Obzorja, 1967.
- Isaković — Rade, Radosav. Kosovelova brigada. — Ljubljana: Odbor Kosovelove brigade, 1973.
- Јанковић, Блажо С. Четврта пролетерска црногорска бригада (серб.). — Београд: Војноиздавачки завод, 1975.
- Karanović, Vukašin. Moslavački partizanski odred (хорв.). — Kutina: Narodna tiskara i knjigovežnica — Kutina, 1981.
- Klanjšček, Zdravko. Narodnooslobodilački rat u Sloveniji 1941—1945. — Beograd: Vojnoistorijski Institut, 1984.
- Kranjc, Ivan; Škrbec, Mirko; Kociper, Zvonko. Slavonija u borbi: 1941—1945: album fotografija iz Narodnooslobodilačkog rata. — Zagreb: Glavni odbor Saveza boraca Narodnooslobodilačkog rata Hrvatske, 1952.
- Lazić, Nada (priredila). Građa za historiju narodnooslobodilačkog pokreta u Slavoniji (хорв.). — Slavonski Brod: Historijski institut Slavonije, 1973. — Т. 8.
- Linasi, Marjan. Die Kärtner Partisanen. Der antifaschistische Widerstand im zweisprachigen Kärnten unter Berücksichtigung des slowenischen und jugoslawischen Widerstandes (нем.). — Klagenfurt/Celovec: Hermagoras Verein/Mohorjeva družba, 2013. — ISBN 978-3-7086-0693-4.
- Миладиновић, Светислав Славко. Четрнаеста српска бригада (серб.). — Београд: Војноиздавачки завод, 1982.
- Nəzirli, Şəmistan. Əfsanəvi Mixaylo (азерб.). — Baki: Qələm, 2013. — ISBN 978-9952-465-98-3.
- Petelin, Stanko. Gradnikova brigada. — Ljubljana: Tiskarna «Jože Moškrič», 1983.
- Popović, Jove. Prva lička proleterska NOU brigada (серб.). — Београд, 1988.
- Pravdić, Stevo; Redžić, Nail. 16. slavonska omladinska NOU brigada "Jože Vlahović" (сербохорв.). — Beograd: Vojnoizdavački zavod, 1976.
- Redžič, Nail. 25. Brodska brigada (сербохорв.). — Beograd: Vojnoizdavački zavod, 1976.
- Dr. Teropšič, Tomaž. Štajerska v plamenih. Taktika, orožje in oprema štirih vojsk na Štajerskem v drugi svetovni vojni (словенск.). — Brežice: Posavski muzej, 2012. — ISBN 978-961-6701-06-8.
- Trifković, Gaj. Sea of Blood. A Military History of the Partisan Movement in Yugoslavia 1941—45 (англ.). — Helion & Co Ltd, 2022. — P. 448. — ISBN 9781914059940.
- Valjan, Vladimir. Brigada Franjo Ogulinac Seljo (хорв.). — Beograd: Vojnoizdavački zavod, 1968.
- Зборник докумената и података о народноослободилачком рату југословенских народа. — Београд: Војноисторијски институт, 1955. — Т. 1, књ. 7. Архивировано 7 октября 2022 года.
- Zbornik dokumenata i podataka o Narodnooslobodilačkom ratu jugoslovenskih naroda / Fabijan Trgo. — Beograd: Vojnoistorijski institut, 1957. — Т. 1, knj. 15. Архивировано 7 сентября 2020 года.
- Zbornik dokumenata i podataka o Narodnooslobodilačkom ratu jugoslovenskih naroda / Miloš Krstić. — Beograd: Vojnoistorijski institut, 1971. — Т. 2, knj. 12.
- Zbornik dokumenata i podataka o Narodnooslobodilačkom ratu jugoslovenskih naroda / Fabijan Trgo. — Beograd: Vojnoistorijski institut, 1956. — Т. 3, knj. 8.
- Zbornik dokumenata i podataka o Narodnooslobodilačkom ratu jugoslovenskih naroda / Fabijan Trgo. — Beograd: Vojnoistorijski institut, 1955. — Т. 5, knj. 10.
- Zbornik dokumenata i podataka o Narodnooslobodilačkom ratu jugoslovenskih naroda / Fabijan Trgo. — Beograd: Vojnoistorijski institut, 1958. — Т. 5, knj. 21.
- Zbornik dokumenata i podataka o Narodnooslobodilačkom ratu jugoslovenskih naroda / Fabijan Trgo. — Beograd: Vojnoistorijski institut, 1960. — Т. 5, knj. 24.
- Zbornik dokumenata i podataka o Narodnooslobodilačkom ratu jugoslovenskih naroda / Fabijan Trgo. — Beograd: Vojnoistorijski institut, 1959. — Т. 5, knj. 25.
- Zbornik dokumenata i podataka o Narodnooslobodilačkom ratu jugoslovenskih naroda / Fabijan Trgo. — Beograd: Vojnoistorijski institut, 1961. — Т. 5, knj. 26.
- Zbornik dokumenata i podataka o Narodnooslobodilačkom ratu jugoslovenskih naroda / Stevo  Kovačević. — Beograd: Vojnoistorijski institut, 1963. — Т. 5, knj. 28.
- Zbornik dokumenata i podataka o Narodnooslobodilačkom ratu jugoslovenskih naroda / Fabijan Trgo. — Beograd: Vojnoistorijski institut, 1966. — Т. 5, knj. 34.
- Zbornik dokumenata i podataka o Narodnooslobodilačkom ratu jugoslovenskih naroda / Fabijan Trgo. — Beograd: Vojnoistorijski institut, 1968. — Т. 5, knj. 36.
- Zbornik dokumenata i podataka o Narodnooslobodilačkom ratu jugoslovenskih naroda / Fabijan Trgo. — Beograd: Vojnoistorijski institut, 1968. — Т. 5, knj. 37.
- Zbornik dokumenata i podataka o Narodnooslobodilačkom ratu jugoslovenskih naroda / Fabijan Trgo. — Beograd: Vojnoistorijski institut, 1957. — Т. 6, knj. 6.
- Zbornik dokumenata i podataka o narodnooslobodilačkom ratu jugoslovenskih naroda. Borbe u Sloveniji 1943 god / Fabljan Trgo. — Beograd: Vojnoistorijski institut, 1960. — Т. 6, knj. 9.
- Zbornik dokumenata i podataka o Narodnooslobodilačkom ratu jugoslovenskih naroda / Stevo  Kovačević. — Beograd: Vojnoistorijski institut, 1962. — Т. 6, knj. 10.
- Zbornik dokumenata i podataka o Narodnooslobodilačkom ratu jugoslovenskih naroda / Fabijan Trgo. — Beograd: Vojnoistorijski institut, 1966. — Т. 6, knj. 12.
- Zbornik dokumenata i podataka o Narodnooslobodilačkom ratu jugoslovenskih naroda / Fabijan Trgo. — Beograd: Vojnoistorijski institut, 1969. — Т. 6, knj. 16.
- Zbornik dokumenata i podataka o Narodnooslobodilačkom ratu jugoslovenskih naroda / Lazo Bogeski. — Beograd: Vojnoistorijski institut, 1952. — Т. 7, knj. 2.
- Žiljajev, Grigorij. Kaj nas je povezovalo? : zapisi 1943—1945. — Nova Gorica: OOZZB Nova Gorica in Odbor skupnosti 30. divizije, 2004. — 156 с.
- Zupanc, Ciril. Mihajlo, obveščevalec in diverzant IX. korpusа. — Nova Gorica: Goriški muzej, 2007. — ISBN 9616201328.

### Статьи
- Алексеева П. Э. Уроженцы Калмыкии – партизаны Югославии // Вестник Калмыцкого института гуманитарных исследований РАН. — 2010. — № 1. — С. 101—104.
- Бушуева Т. С. «Русские» роты и батальоны в Народно-освободительной армии Югославии // Советское славяноведение : журнал. — М.: Наука, 1972. — Вып. 3. — С. 11—20.
- Ведрова, А. Попал к югославским партизанам // Московский комсомолец : газета. — 2015. — 20 апрель.
- Говоров, И. В. Фильтрация советских репатриантов в 40-е гг. XX вв.: цели, методы и итоги // Cahiers du monde russe : журнал. — 2008. — 20 сентября (№ 49/2—3). — С. 365—382. — ISSN 1252-6576.
- Дембицкий Н. П. Судьба пленных // Война и общество : сборник. — М.: Наука, 2004. — С. 232—264.
- Зеленин В. В. Участие советских людей в народно-освободительной войне Югославии // Советское славяноведение : журнал. — М.: Наука, 1965. — Вып. 6. — С. 35—39.
- Земсков, В. Н. Репатриация советских перемещённых лиц в 1944—1952 годах // Политическое просвещение : журнал. — 2016. — № 2 (91).
- Казак, В. Н. Комиссары в партизанских формированиях советских граждан на Балканах // Вопросы истории : журнал. — 1975. — № 9. — С. 200—205.
- Козак В. М. Радянські громадяни — бійці НВАЮ в Хорватії, Боснії та Герцеговині (1942—1945 рр.) // Українське слов'янознавство : журнал. — Львів: Вища школа, 1974. — Вып. 10. — С. 38—47.
- Кокебаева Г. К. Участие военнопленных — казахстанцев в Движении Сопротивления в странах Европы // Е. Б. Бекмаханов және тарих итұлғаларды танум әселелері : материалы конференции. — Алматы: Қазақ ун-ті, 2015. — С. 32—36. — ISBN 978-601-04-1194-4.
- Мендикулова, Г.М. Казахи в европейском движении Сопротивления: новые документы из зарубежных архивов // Исторический курьер : журнал. — 2021. — № 3 (17). — С. 76–94. Архивировано 28 сентября 2021 года.
- Наумов В. П. (ответственный секретарь Комиссии по реабилитации жертв политических репрессий). Судьбы военнопленных и депортированных граждан СССР: Материалы Комиссии по реабилитации жертв политических репрессий // Новая и новейшая история : журнал. — 1996. — № 2. — С. 91—112.
- Овчинников, Виктор. Его жизненный полёт беспримерен // Бел.Ру, информационное агентство в Белгороде : сайт. — 2018. — 21 июль.
- Пилько Н. С. Советские граждане в рядах Народно-Освободительной армии Словении // Профессор Сергей Александрович Никитин и его историческая школа : Материалы международной научной конференции  / Чуркина И. В.. — М.: Институт славяноведения РАН, 2004. — С. 431—439.
- Росси, Марина. Советские солдаты в партизанских батальонах гарибальдийцев // Военно-исторический журнал : журнал. — М., 2001. — Вып. 6. — С. 57—63.
- Росси, Марина. Катра // Под ред. Королевой Л. А. (Россия), Гальярдо А. (Италия) и др. Движение Сопротивления в Италии и советские партизаны : сборник. — М.: Гелиос АРВ, 2017. — С. 486—489. — ISBN 978-5-85438-259-5.
- Ribar, Ivan. Odlikovanja, 7 junija 1945 (сербохорв.) // Uradni list Demokratske Federativne Jugoslavije. — 1945. — 24 jula (№ 52). — С. 459—460.
- Rassisch tragbar (нем.) // Der Spiegel : журнал. — 1963. — Nr. 24.
- Veličko, Aleksandar Mihailovič, ; Gerić, Lazar. Spomen znak «Partizan Jugoslavije — građanin SSSR-a» (серб.) // Dinar : Časopis : Srpsko numizmatičko društvo, Beograd. — 2005. — Бр. 24. — С. 84—85. — ISBN 86-902071-2-0.

### Веб-ресурсы
- Алиева, Ругия. Гордость народа — Михайло. Каспій online (22 декабря 2018). Дата обращения: 26 февраля 2025. Архивировано 28 декабря 2018 года.
- Гончар, Юлия; Вольпе, Массимилиано. 36 казахстанцев погибли на севере Италии, освобождая страну от фашизма. Хабар 24 (9 мая 2017). Дата обращения: 26 февраля 2025. Архивировано 16 июля 2017 года.
- Бадмаев Харцха Очирович. Память народа. МО РФ. Дата обращения: 26 февраля 2025.
- Болотов Анатолий Алексеевич. Память народа. МО РФ. Дата обращения: 26 февраля 2025.
- Бушуева, Татьяна Семёновна и др. Форма власти, общественная система не в состоянии оказать решающего воздействия на высшие духовные ценности народов в годы больших испытаний. Институт Национальной Памяти (19 марта 2016). Дата обращения: 12 марта 2025. Архивировано 11 ноября 2018 года.
- Гвоздик Данил Павлович. Память народа. МО РФ. Дата обращения: 26 февраля 2025. Архивировано 25 июля 2021 года.
- Кухаренко Семён Михайлович. Память народа. МО РФ. Дата обращения: 26 февраля 2025.
- Лепёшкин Владимир Васильевич. Память народа. МО РФ. Дата обращения: 26 февраля 2025. Архивировано 25 июля 2021 года.
- Манджиев, Николай. Чилгирские герои Отечества. Федеральный журнал «Сенатор». Дата обращения: 26 февраля 2025. Архивировано из оригинала 3 ноября 2018 года.
- Огнев Владимир. Судьба человека (№ 2013/19). Литературная Россия (23 февраля 2015). Дата обращения: 4 марта 2025. Архивировано 18 сентября 2021 года.
- Сопроводительное письмо №031 от 20 февраля 1946 года Отдела по персональному учёту потерь сержантского и рядового состава 37-й армии  Начальнику Управления учёта погибшего и пропавшего без вести рядового и сержантского состава НКО СССР к именным спискам на погибших военнослужащих Красной армии в составе Первой Русской партизанской бригады, стр. 1 списка из 21 страниц. Память народа. МО РФ (1946). Дата обращения: 26 февраля 2025. Архивировано 22 июля 2021 года.
- Фостик Николай Герасимович. Память народа. МО РФ. Дата обращения: 26 февраля 2025. Архивировано 25 июля 2021 года.
- Хлача, Ненад. День антифашистcкой борьбы 22 июня в знак памяти о событиях 1941 года. Иван Фумич — партизан и хроникер Второй мировой войны. Интернет-журнал российских соотечественников в Хорватии «Летопись». Savez Rusa RH (13 июня 2014). Дата обращения: 26 февраля 2025. Архивировано из оригинала 22 августа 2021 года.
- Хусанов Зиямат Усманович. 09.05.1921—18.01.1986. Герой Советского Союза. Герои страны. Дата обращения: 26 февраля 2025. Архивировано 4 августа 2021 года.
- История: Хутор Керчик-Савров. kamenolomni.ru — Портал Октябрьского района Ростовской области (7 марта 2008). Дата обращения: 26 февраля 2025. Архивировано 25 мая 2021 года.
- Gegen Gewalt und Terror auftreten (нем.). ORF.at (2 декабря 2018). Дата обращения: 26 февраля 2025. Архивировано 2 декабря 2018 года.
- Predstavitev knjige Marine Rossi z naslovom "Vojaki Rdeče armade na vzhodni meji" (словен.). Istituto Italiano di Cultura Lubiana (10 ноября 2016). Дата обращения: 26 февраля 2025. Архивировано 28 августа 2018 года.
- Malinovič, Tibor. Sovjetski partizani so izvajali najbolj nevarne akcije (словен.). Russia Beyond (30 ноября 2016). Дата обращения: 26 февраля 2025. Архивировано 22 июля 2018 года.
- Viščević, Zlatko. Sovjetski spomen znak: Partizan Jugoslavije — građanin SSSR-a (хорв.). NumizmatikaNET (16 июля 2023). Дата обращения: 4 марта 2025.

### Архивные документы
- Arhiv Republike Slovenije. Ф. SI AS 1846 / t. e. 288 Brigade tridesete divizije, 1943-1945 (Fond/zbirka). Д. «Ruski bataljon» pri XXX divizije Devetega korpusa NOV in POJ okt. 1943 — maj 1945. Primorska Slovenija.